# Actv
Actv S.p.A. (acronimo di Azienda del Consorzio Trasporti Veneziano) è un'impresa pubblica italiana soggetta al coordinamento di Azienda Veneziana della Mobilità (AVM) ed incaricata della gestione di servizi di trasporto pubblico locale a Venezia e Chioggia. In particolare l'azienda gestisce a Venezia l'intera rete autobus urbana nonché quella tranviaria e i servizi di navigazione. Fino al 31/12/2024 ha gestito anche la rete autobus urbana di Chioggia (passata ora alla società ArrivaVeneto) ; gestisce inoltre, in regime di proroga, alcuni collegamenti extraurbani nella Città metropolitana di Venezia.
Al 2007 ogni anno vengono trasportati 106.057.000 passeggeri nel settore navigazione (con 1.069 dipendenti) e 98.136.000 passeggeri nel settore automobilistico (con 1.039 dipendenti). Tali numeri fanno di Venezia la prima città in Italia per rapporto passeggeri annui/numero di abitanti e di ACTV la prima azienda nel settore del trasporto urbano per introiti.

## L'azienda

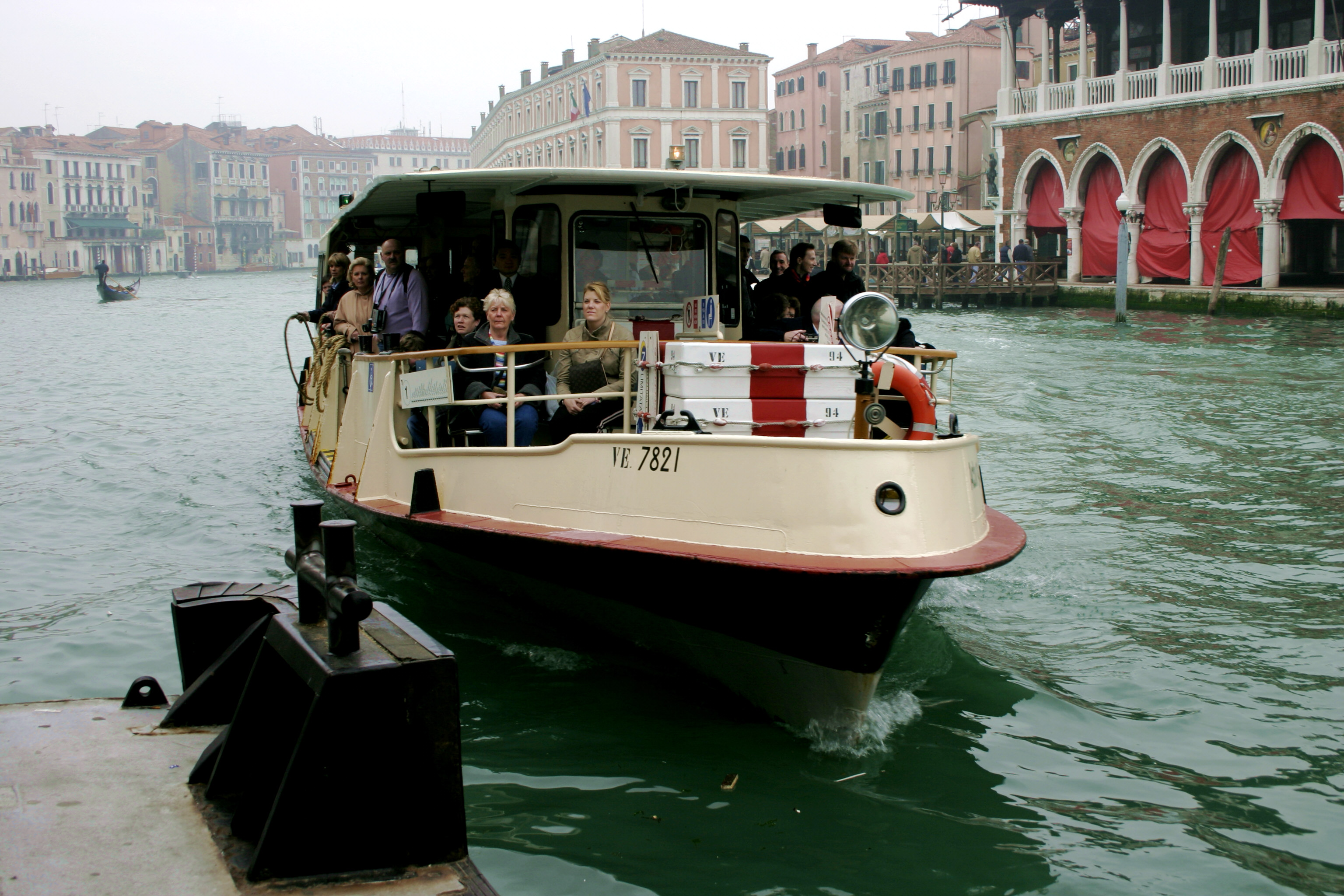
Vaporetto

L'ACTV gestisce il trasporto dei passeggeri e dei turisti mediante vaporetti, motonavi e traghetti nella zona lagunare e autobus nella terraferma e nella provincia; il punto di congiunzione fra i due sistemi di trasporto è situato in piazzale Roma, al termine del Ponte della Libertà storico passaggio di unione tra la terraferma di Mestre e la laguna di Venezia.
L'ACTV succede all'Azienda Comunale per la Navigazione Interna (ACNI) nata il 22 ottobre 1904, anno della fondazione da parte del Comune, e all'Azienda Comunale di Navigazione Interna Lagunare (ACNIL) nata il 1º gennaio 1930.
Dal 1º gennaio 2001, in ossequio alle nuove disposizioni legislative è stata trasformata in società per azioni rimanendo in ogni caso a maggioranza di capitale pubblico locale. Il comune di Venezia è il maggiore azionista con oltre il 73% del pacchetto azionario, altri azionisti sono la provincia di Venezia e i comuni confinanti.
I servizi di trasporto pubblico locale sono gestiti da Actv in regime di contratto di servizio sin dal 2001, ai sensi della Legge Regionale nº 25 del 1998 e del Decreto Legislativo nº 422 del 1997 (la cosiddetta legge Burlando). Questa gestione, tramite contratto di servizio con affidamento diretto da parte degli enti locali, è stata affidata ad ACTV nell'ambito della fase di transizione verso il mercato, prevista dalla normativa stessa. Secondo le previsioni originarie, la fine del periodo di transizione (e quindi l'inizio degli affidamenti dei servizi di trasporto pubblico locale tramite gara) doveva decorrere già dal 1º gennaio 2004 ma si sono succedute numerose proroghe, in un contesto normativo, nazionale e regionale, in continua evoluzione e caratterizzato da notevoli incertezze sui tempi e sulle fasi di questa transizione.

### Le società controllate

#### VELA
Nel 1998 è stata creata la società Vela al fine di gestire l'attività commerciale dell'ACTV. Con il marchio Hello Venezia, gestisce:
- il call center del trasporto pubblico, le biglietterie, la distribuzione delle tessere elettroniche personali imob.venezia (oggi Venezia Unica)
- il noleggio mezzi ACTV
- la vendita di biglietti e abbonamenti Venezia Calcio, Gran Teatro La Fenice, Teatro Malibran, La Biennale di Venezia, Teatro Goldoni
- l'accesso alle maggiori mostre e siti d'arte
- l'organizzazione di eventi speciali nella città
- Venezia lines linea Venezia-Croazia effettuata con catamarani
- Venice card, carta dedicata ai turisti che permette di avere sconti o ingressi gratuiti nei mezzi di trasporto pubblico, nei musei, nei siti d'arte, nei bagni pubblici[5]

#### PMV
Nel 2003 è stata creata la società PMV-Società del Patrimonio per la Mobilità Veneziana, nata come scorporo da ACTV, al fine di gestire le infrastrutture del trasporto pubblico, come gli approdi del servizio di navigazione nella laguna di Venezia, le pensiline di fermata del servizio bus in terraferma, i depositi e le aree di parcheggio. PMV cura inoltre la progettazione e la costruzione della rete tranviaria.
Dal 1º dicembre 2017 la società Pmv S.p.A. (Società del Patrimonio per la Mobilità Veneziana S.p.A.) è stata cancellata dal registro delle imprese a seguito di scissione nelle società Actv S.p.A. e Avm S.p.A; Le funzioni espletate dagli uffici di Pmv sono svolte, a partire dal 1º dicembre 2017, dalle altre società del Gruppo Avm.

## Storia
Il primo esperimento di un servizio pubblico regolare di navigazione ebbe luogo nel 1881, quando il primo vaporetto Regina Margherita fu utilizzato per una linea lungo il Canal Grande. Il servizio urbano venne poi dato in concessione a una società francese, la Compagnie des bateaux Omnibus, che operò con otto vaporetti fino al 1890, quando venne sostituita dalla Società Veneta Lagunare che estese il servizio offrendo linee di navigazione anche verso la terraferma. Nel 1903 il Comune di Venezia deliberò la gestione diretta dei servizi di navigazione interna, dando così vita all'ACNI, poi ACNIL, che iniziò ad operare nel 1904.
Con l'apertura del Ponte della Libertà nel 1933 e con la realizzazione del terminal automobilistico di Piazzale Roma, l'ACNIL estese le sue attività dalla sola navigazione anche alla supervisione della tratta Venezia-Mestre, rimanendo però il trasporto terrestre gestito dalla Società Anonima Tramvie di Mestre, che in quell'anno sostituì il sistema tranviario con una rete di filobus. In concomitanza con l'apertura di Piazzale Roma e del Rio Novo come via di collegamento rapido verso Rialto e San Marco, furono introdotti anche i primi motoscafi di linea e iniziarono anche i primi studi tecnici per ridurre gli effetti del moto ondoso.
Nel 1941 l'ACNIL iniziò a gestire direttamente il trasporto terrestre dell'isola del Lido, a seguito della cessazione del servizio tranviario gestito fino allora dalla Compagnia Italiana Grandi Alberghi (CIGA). La linea fu sostituita da un sistema di filobus.
Durante il periodo bellico gran parte della flotta fu impiegata da Esercito e Marina per fini militari e alla fine delle ostilità molti mezzi vennero ritrovati affondati o seriamente danneggiati. Iniziò così un programma di generale ristrutturazione di tutta la flotta e dei mezzi accessori (approdi, pontili e pontoni).
Nel 1965 l'ACNIL acquisì anche la gestione diretta del servizio di trasporto terrestre di Mestre e della terraferma, subentrando alla Società Filovie Mestre, portando a termine nel 1966 la completa riconversione del servizio con l'eliminazione della rete filoviaria e l'uso esclusivo degli autobus. Il 1º ottobre 1978, dopo la costituzione del Consorzio Trasporti Veneziano e la pubblicizzazione della Società SVET, venne fondata l'Azienda del Consorzio Trasporti Veneziano (ACTV).
Nel 1996 entrano in servizio le linee automobilistiche e di navigazione notturne che in precedenza erano svolte dalle normali linee, con orario notturno.
Nel 2006 gli uffici aziendali vennero trasferiti al Tronchetto.

## La rete

### Le linee di navigazione

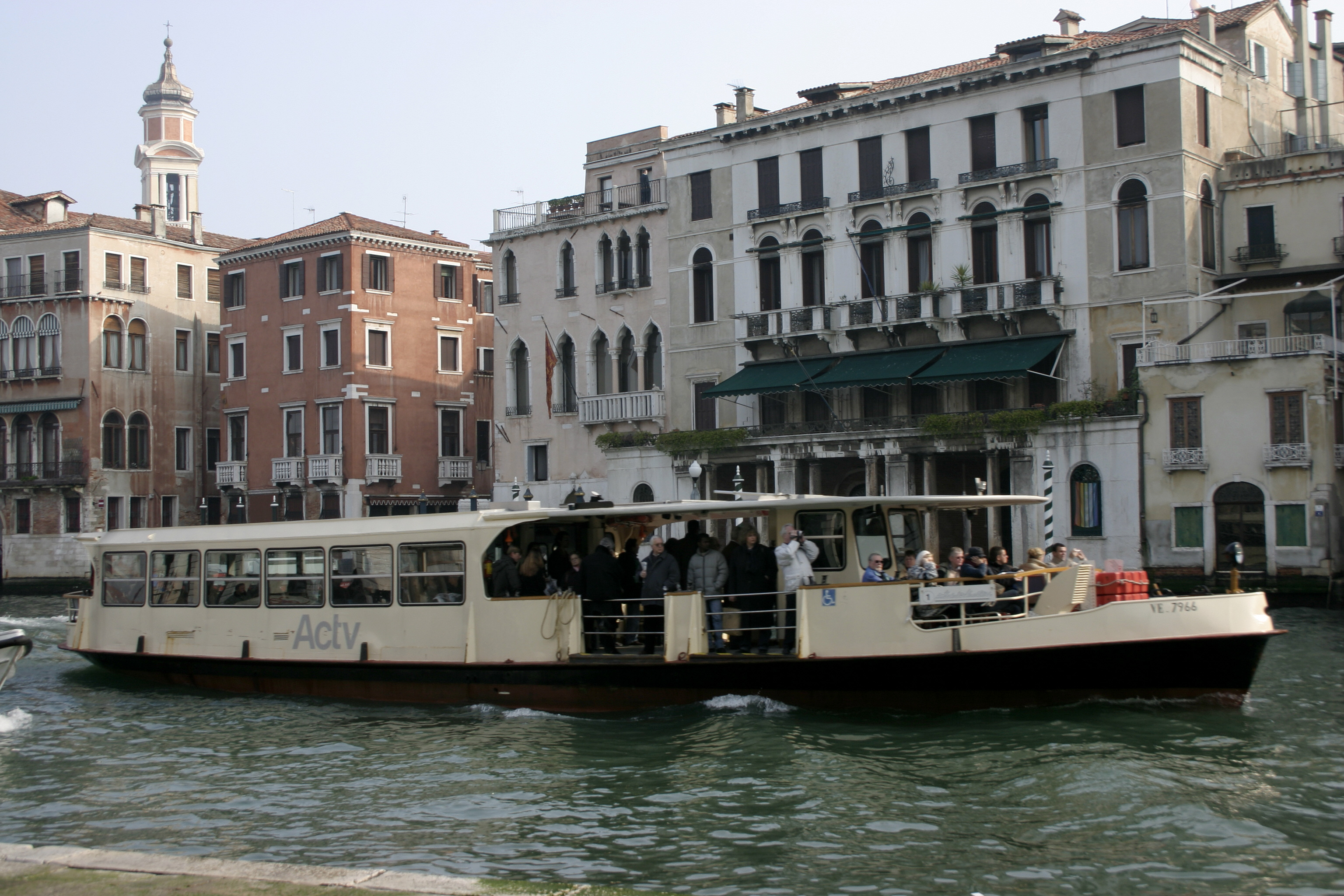
Vaporetto in Canal Grande

La definizione dei percorsi delle linee di navigazione è condizionata da fattori ambientali primari quali larghezza e profondità dei canali navigabili (le operazioni di approdo e navigazione dei vaporetti devono essere compatibili con la navigazione degli altri mezzi di trasporto privato o pubblico quali i taxi acquei, i mezzi di trasporto merci e i natanti a remi) così come da altri aspetti non modificabili dell'architettura urbana, come il posizionamento e l'altezza dei ponti pedonali che possono costituire problemi in caso di fenomeni meteorologici o di particolari condizioni di marea (come nel caso dell'acqua alta). Questi vincoli ambientali impongono di fatto percorsi più o meno obbligati.
Analoghi vincoli ambientali limitano anche i punti cittadini in cui è possibile creare fermate per le linee di navigazione, con l'aggiunta di ulteriori restrizioni per la corretta realizzazione dell'infrastruttura per il pontile di approdo (deve essere già presente un percorso pedonale che arrivi al pontile, non devono essere già presenti altri approdi privati o ricoveri per barche entro un certo raggio, deve esserci lo spazio per passerelle mobili a pendenza variabile che consentano un accesso agevole in caso di bassa o alta marea, deve esserci sufficiente spazio per le manovre di approdo o di attesa dei vaporetti e per la navigazione verso le fermate immediatamente adiacenti). La conseguenza di questi vincoli è che la creazione di nuove fermate di approdo per le linee di navigazione è un intervento significativo che richiede un'accurata programmazione e tempi di realizzazione che possono essere anche lunghi e quindi evento molto poco frequente.
Quanto descritto, comporta che di fatto le linee di navigazione sono altamente stabili nel tempo per quanto riguarda sia le direttrici principali che la dislocazione delle fermate. A questo vanno aggiunte le caratteristiche di servizio basate su corse regolari cadenzate e sull'effettuazione di tutte le fermate indipendentemente dal fatto che debbano scendere o salire passeggeri, caratteristiche che rendono le linee di navigazione praticamente equivalenti a un servizio di metropolitana su acqua.
Le linee di navigazione sono articolate in quattro categorie:
- le linee Centrocittà, che percorrono il Canal Grande e il Canale della Giudecca
- le linee Giracittà, a percorso circolare attorno all'intero centro storico con l'inclusione dell'isola di Murano
- le linee stagionali, di carattere prevalentemente turistico e balneare
- le linee lagunari, per il collegamento con le isole della laguna e con la terraferma

A queste linee vanno aggiunte le linee notturne, che effettuano servizio continuativo tra la mezzanotte e le cinque del mattino in coincidenza con le analoghe corse notturne degli autobus tra Venezia e Mestre.
Infine vi sono le linee gestite da ACTV con altre società e non integrate tariffariamente oltre alle linee Alilaguna.

#### Le linee Centrocittà
Le linee Centrocittà, attive durante tutto l'arco dell'anno e servite da vaporetti, percorrono il Canal Grande e sono due: la linea 1, molto utilizzata anche come traghetto visto l'alternanza delle fermate su entrambe le sponde; la linea 2, utilizzata per il collegamento con l'isola della Giudecca e per spostamenti più rapidi lungo il Canal Grande (serve meno fermate).
Durante la stagione estiva il percorso della linea 2 viene prolungato per consentire un miglior collegamento con il Lido. Dal 1º aprile 2014 è operativa anche la linea navetta 2/ per il collegamento rapido tra Piazzale Roma e Rialto.
| Linea                                                                  | Percorso | Note |
| ---------------------------------------------------------------------- | --- | ---- |
|                                                                        | Piazzale Roma - Ferrovia - Riva de Biasio - San Marcuola - San Stae - Ca' d'Oro - Rialto Mercato - Rialto - San Silvestro - Sant'Angelo - San Tomà - Ca' Rezzonico - Accademia - Santa Maria del Giglio - Salute - San Marco (Vallaresso) - San Zaccaria - Arsenale - Giardini - Sant'Elena - Lido (Santa Maria Elisabetta) |      |
|                                                                        | San Zaccaria - San Giorgio - Zitelle - Redentore - Giudecca Palanca - Zattere - San Basilio - Sacca Fisola - Tronchetto - Tronchetto Mercato - Piazzale Roma - Ferrovia - (San Marcuola) - Rialto - San Tomà - San Samuele - Accademia - San Marco (Vallaresso) - San Zaccaria - Giardini - Lido (Santa Maria Elisabetta)   | 1    |
| 2/                                                                     | Piazzale Roma - Ferrovia - Rialto |      |
| Note 1. Il prolungamento di linea 2 da San Marco al Lido è solo estivo | |      |

#### Le linee Giracittà
Le linee Giracittà, servite dai motoscafi, effettuano un servizio di circumnavigazione attorno all'intero perimetro della città, servendo i punti più strategici tra cui San Marco, l'Ospedale Civile, la Ferrovia, Piazzale Roma, il Cimitero, i Giardini, il Lido e le isole della Giudecca e Murano. Ne fanno parte le linee 3, 4.1, 4.2, 5.1, 5.2 e 6.
| | Piazzale Roma - Ferrovia - Murano Colonna - Murano Faro - Murano Navagero - Murano Venier - Murano Da Mula - Murano Museo - Murano Da Mula - Murano Venier - Murano Navagero - Murano Faro - Murano Colonna - Ferrovia - Piazzale Roma |      |
| | Fondamente Nove - Cimitero San Michele - Murano Colonna - Murano Faro - Murano Navagero - Murano Museo - Murano Da Mula - Murano Venier - Murano Serenella - Murano Colonna - Cimitero - Fondamente Nove - Madonna dell'Orto - Sant'Alvise - Crea - Guglie - Ferrovia - Piazzale Roma - Santa Marta - Sacca Fisola - Giudecca Palanca - Redentore - Zitelle - San Zaccaria - Arsenale - Giardini - Sant'Elena - Certosa - San Pietro di Castello - Bacini - Celestia - Ospedale Civile - Fondamente Nove | 1, 2 |
| | Lido (Santa Maria Elisabetta) - San Pietro di Castello - Bacini - Celestia - Ospedale Civile - Fondamente Nove - Madonna dell'Orto - Sant'Alvise - Tre Archi - Guglie - Riva de Biasio - Ferrovia - Piazzale Roma - Santa Marta - San Basilio - Giudecca Palanca - Zattere - Spirito Santo - San Zaccaria - Giardini - Sant'Elena - Lido (Santa Maria Elisabetta) | 1, 3 |
| | Piazzale Roma - Zattere - Giardini - Sant'Elena - Lido (Santa Maria Elisabetta) | 4    |
| Note 1. Le linee 4.1 e 5.1 effettuano servizio in senso antiorario mentre le linee 4.2 e 5.2 effettuano lo stesso servizio in senso orario 2. La fermata Certosa è a richiesta 3. La fermata Giudecca Palanca viene effettuata solo dopo le ore 21 4. La linea 6 effettua servizio solo feriale ad esclusione della stagione estiva, quando il servizio viene esteso anche ai giorni festivi | |      |

#### Le linee lagunari
Le linee lagunari assicurano il collegamento tra il centro storico e il resto della laguna, ossia le isole di Murano, Burano, Torcello, Sant'Erasmo e Vignole e verso gli approdi di terraferma di Punta Sabbioni, Treporti e Chioggia. Data la bassa frequenza delle corse e la mancanza di ponti lungo i tragitti, queste linee sono servite con i più capienti motobattelli foranei o con le motonavi. Le linee lagunari sono: 12 e 14 che servono la parte nord della Laguna; la linea 11 ibrida autobus-ferry-motobattello tra il Lido, l'isola di Pellestrina e Chioggia (corse coordinate con i ferry-boat); la linea 13 verso le isole minori (Sant'Erasmo e Vignole) e Treporti; la linea 15 di collegamento diretto tra San Marco e Punta Sabbioni (ripristinata nel 2009); la linea 17, operata da ferry-boat per il trasporto di automezzi tra il Tronchetto e il Lido; la linea 20, che collega San Marco alle isole di San Servolo e di San Lazzaro degli Armeni.
| Linea | Percorso | Note |
| --- | --- | ---- |
| | Lido - San Marco - Zattere                                                                                               | 1    |
| | Lido - Alberoni - Santa Maria del Mare - Pellestrina - Caroman - Chioggia                                                | 2    |
| | Fondamente Nove - Murano Faro - Mazzorbo - Burano - Torcello - Burano - Treporti - Punta Sabbioni                        |      |
| | Fondamente Nove - Murano Faro - Vignole - Sant'Erasmo Capannone - Sant'Erasmo Chiesa - Sant'Erasmo Punta Vela - Treporti |      |
| | San Zaccaria - Lido (Santa Maria Elisabetta) - Lido (San Nicolò) - Punta Sabbioni - Treporti - Burano                    | 3    |
| | San Zaccaria - Punta Sabbioni                                                                                            |      |
| | Tronchetto - Lido San Nicolò - Punta Sabbioni                                                                            | 4    |
| | San Zaccaria - San Servolo - San Lazzaro - San Servolo - San Zaccaria                                                    |      |
| | Punta Sabbioni - Ospedale Civile - Fondamente Nove - Tre Archi                                                           |      |
| Note 1. Il servizio è unicamente di rinforzo nelle ore di punta mattutine dei giorni feriali e il collegamento con Zattere è effettuato solo nel periodo invernale. Nel periodo estivo viene aggiunto un servizio balneare pomeridiano sulla tratta di linea 1 Lido-S.Marco Vallaresso. 2. Il servizio viene effettuato con autobus che vengono imbarcati su traghetti in corrispondenza delle bocche di porto tra Alberoni e Santa Maria del Mare, tra Pellestrina e Chioggia la linea prosegue con i vaporetti. 3. Il prolungamento di linea 14 da Punta Sabbioni a Burano è solo estivo. 4. Il servizio viene effettuato con ferry-boat (generalmente ogni 50 minuti) mentre il collegamento da/per Punta Sabbioni è effettuato solo il lunedì e il venerdì con una corsa mattutina e una serale. | |      |

#### Le linee stagionali
Le linee stagionali sono indirizzate principalmente all'utenza turistica e a potenziare il servizio balneare verso il Lido ed effettuano servizio solo durante i mesi estivi.
| Linea | Percorso | Note |
| ----- | --- | ---- |
|       | San Zaccaria - (Sant'Elena) - Murano Navagero - Murano Faro - Murano Colonna - (Sant'Elena) - San Zaccaria                      |      |
|       | Sacca Fisola - San Basilio - Zattere - Palanca - Redentore - Zitelle - Giardini - Lido Santa Maria Elisabetta - Lido San Nicolò |      |
| 14L   | Lido Santa Maria Elisabetta - Punta Sabbioni                                                                                    |      |
|       | Murano Navagero - Murano Faro - Murano Colonna - S.Erasmo Forte Massimiliano - Lido S.Nicolò - Lido Santa Maria Elisabetta      |      |

#### Le linee notturne
Tra la mezzanotte e le cinque del mattino circolano anche tre linee notturne: la linea N, il Notturno Laguna Nord e il Notturno Murano, in coincidenza con l'analogo servizio di autobus notturni tra Venezia, Marghera e Mestre (linee circolari N1 e N2).
La linea N collega il Lido a Piazzale Roma via Canal Grande e prosegue fino a S.Zaccaria per il Canale della Giudecca (servizio simile alla linea 2, con frequenza 40 minuti e rinforzo nei tratti tra Rialto e Tronchetto e tra S.Zaccaria e Lido).
La linea Notturno Laguna Nord collega le Fondamente Nuove con le isole della laguna Nord e i terminal di Treporti e Punta Sabbioni.
La linea Notturno Murano effettua il servizio circolare dell'isola di Murano con collegamento alle Fondamente Nove.
| Linea         | Percorso | Note |
| ------------- | --- | ---- |
|               | San Zaccaria - San Giorgio - Zitelle - Redentore - Zattere - Giudecca Palanca - Zattere - San Basilio - Sacca Fisola - Tronchetto - Tronchetto Mercato - Piazzale Roma - Ferrovia - Riva de Biasio - San Marcuola - San Stae - Ca' d'Oro - Rialto Mercato - Rialto - San Tomà - San Samuele - Accademia - San Marco - San Zaccaria - Giardini - Lido Santa Maria Elisabetta |      |
| N Laguna Nord | Fondamente Nove - Murano Faro - Vignole - Sant'Erasmo Capannone - Sant'Erasmo Chiesa - Sant'Erasmo Punta Vela - Mazzorbo - Torcello - Burano - Treporti - Punta Sabbioni |      |
| N Murano      | Fondamente Nove - Murano Colonna - Murano Faro - Murano Navagero - Murano Museo - Murano Venier - Murano Serenella - Murano Colonna - Fondamente Nove |      |

#### Linee speciali
Servizi speciali entrano in vigore in occasione della commemorazione dei defunti; in quell'occasione ACTV aggiunge un imbarcadero all'isola di San Michele (Cimitero) ed istituisce un servizio navetta con motoscafi e vaporetti gratuiti che ne agevola il raggiungimento.
Per le partite del Venezia Calcio, vengono istituite navette per lo stadio, inoltre ACTV talvolta mette a disposizione un ferry boat per il trasporto dei tifosi ospiti (nel caso ne siano previsti un numero elevato) dal Tronchetto al diporto velico di Sant'Elena, adiacente allo stadio.
Altre linee speciali vengono istituite durante il Carnevale. Si tratta di collegamenti più rapidi tra i terminal (Tronchetto, Piazzale Roma e Ferrovia) e piazza S.Marco e tra quest'ultima e l'isola di Murano (il servizio in questo caso è identico alla linea 7). Tali linee sono necessarie in quanto questi eventi durano pochi giorni e avvengono in un periodo dell'anno caratterizzato da una pressione turistica modesta, che non richiede servizi aggiuntivi di navigazione.
Dal 2008, data la soppressione delle linee stagionali turistiche e l'utilizzazione di parte della loro numerazione per altri tracciati, in occasione del Carnevale vengono utilizzate denominazioni alfabetiche, abbreviazioni di maschere veneziane (A-Arlecchino, B-Brighella, C-Colombina, P-Pantalone).

#### Altre linee
Oltre alle linee sopraelencate vi sono altri percorsi coperti in collaborazione con altre società di navigazione oppure al 100% da ACTV ma con tariffazione non integrata con il resto del servizio.
| Linea | Percorso                  | Note |
| --- | ------------------------- | ---- |
| 16 | Terminal Fusina - Venezia | 1    |
| 19 | San Zaccaria - Chioggia   | 2    |
| Note 1. Gestita da ACTV ma con tariffazione non integrata 2. Gestita in collaborazione con la società Raffaello, attiva solo nella stagione estiva |                           |      |

#### Alilaguna
Alilaguna gestisce i collegamenti tra l'aeroporto, Venezia e Terminal Crociere, il Lido e Murano.
Le linee attive tutto l'anno sono la Blu (Aeroporto - Murano Colonna - Fondamente Nove - Lido - Arsenale - San Zaccaria - San Marco - Zattere - Molino Stucky - Ferrovia), l'Arancio (Aeroporto - Madonna dell'Orto - Guglie - Rialto - Sant'Angelo - San Marco), mentre la Rossa è stagionale (Aeroporto - Murano Museo - Certosa - Lido Santa Maria Elisabetta - San Marco Giardinetti - Zitelle - Molino Stucky - Cruise Terminal).

### Servizio in caso di condizioni meteomarine avverse

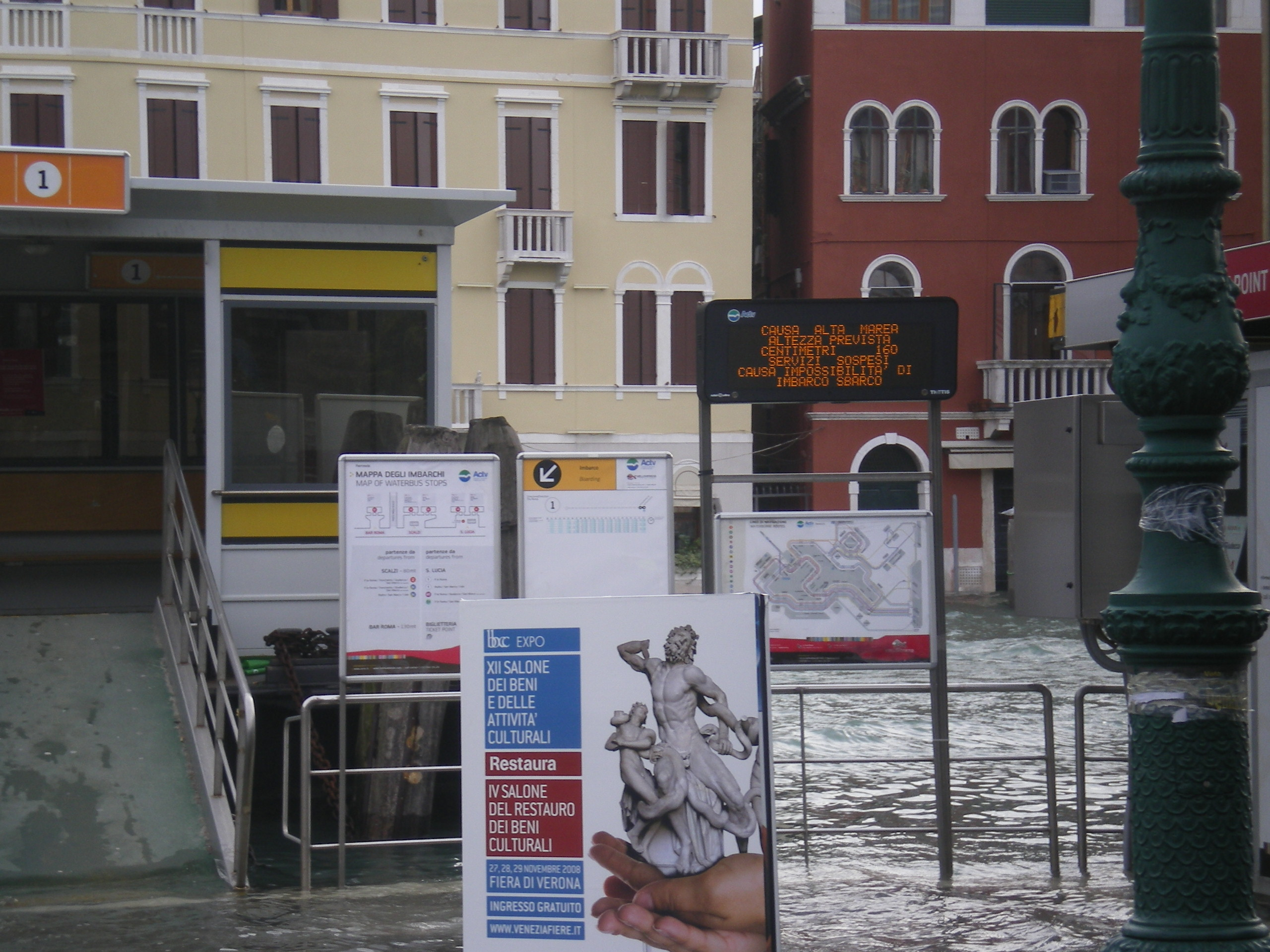
Imbarcadero della Ferrovia sospeso durante l'evento del 1º dicembre 2008 (+156 cm)

#### Acqua alta
Quando il livello della marea supera i 95 cm sul livello del medio mare il servizio delle linee Giracittà e della linea 2 deve essere frazionato in quanto i mezzi non sono più in grado di passare sotto alcuni ponti.
Le linee Giracittà vengono frazionate in tre tronconi: nel Canale di Cannaregio non possono proseguire sotto il Ponte delle Guglie e il Ponte dei Tre Archi e a Piazzale Roma verso la Giudecca non possono passare sotto il ponte ferroviario che collega la Stazione di Venezia Santa Lucia alla Stazione Marittima. La linea 2 viene frazionata in due tronconi a causa di un secondo ponte ferroviario situato tra il Tronchetto e Piazzale Roma. Viene istituito un servizio navetta tra Sacca Fisola e Santa Marta. La linea 3, invece, viene sospesa fino allo ristabilizzarsi delle condizioni meteo-mare.
Sono previste ulteriori limitazioni in funzione del livello della marea: esse vanno dalla sospensione di alcuni approdi per la loro inagibilità alla deviazione o sospensione di varie linee. Date le cause del fenomeno dell'acqua alta, è possibile che vengano attuate alcune limitazioni dovute alla presenza di forte vento.
ACTV adotta questo stesso piano anche in caso di maree eccezionalmente basse (-65 cm s.l.m.)
Per quanto riguarda il servizio automobilistico urbano di Chioggia, l'acqua alta colpisce prevalentemente il Corso del Popolo dove transitano le linee 1, 2, 6 e 7; in questi casi il servizio viene frazionato e vengono attivati i due capilinea di Isola dell'Unione e Campo Marconi per le linee già citate.

#### Nebbia

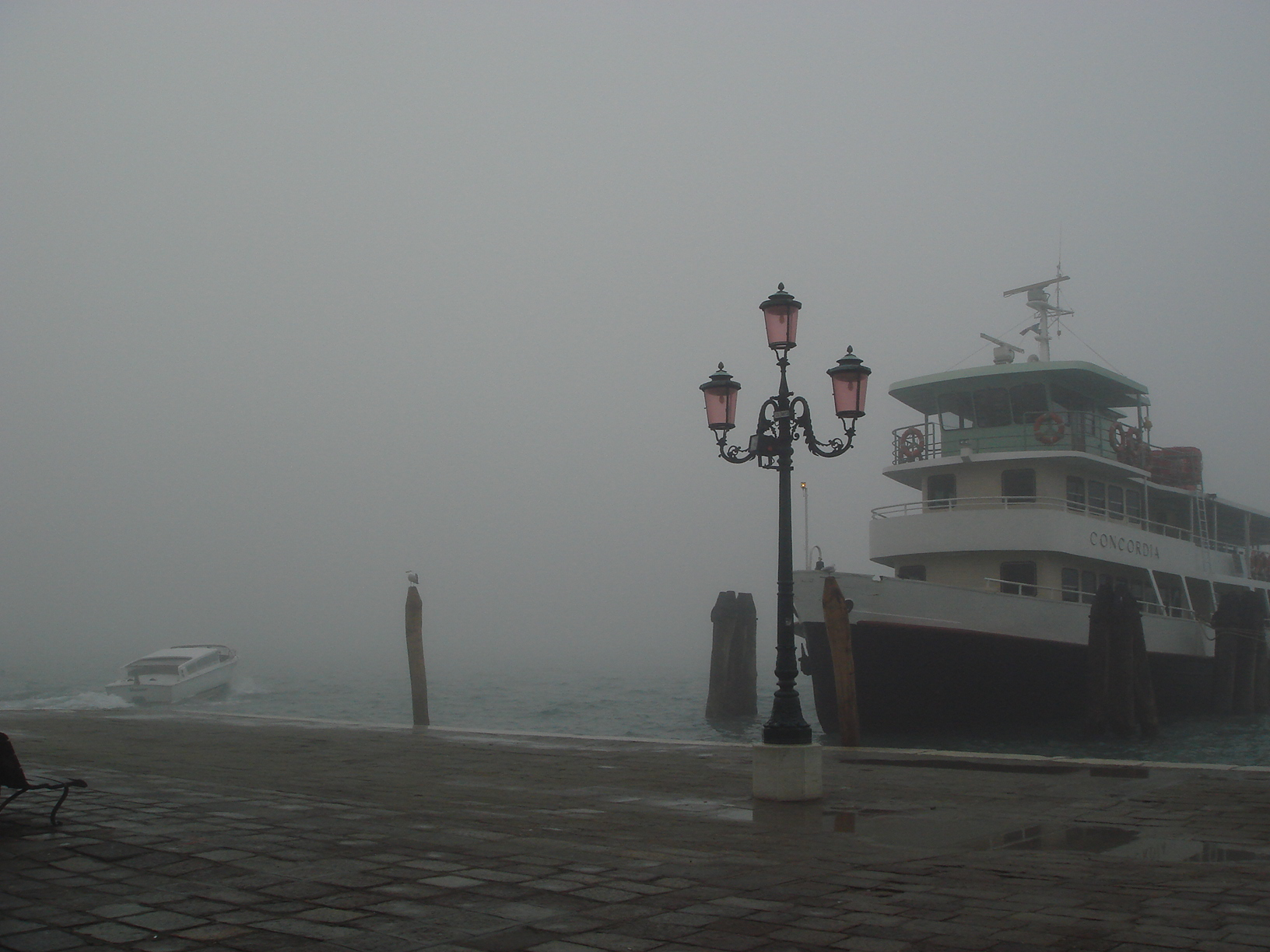
Motonave Concordia nella nebbia

In caso di forte nebbia le linee maggiormente influenzate sono quelle servite da motoscafi che in tale circostanza sospendono tutti i collegamenti con il Lido (sia quelli tramite il Bacino di San Marco che quelli attraverso il Canale dei Marani) e transitano lungo il Canal Grande invece che lungo il canale della Giudecca. Anche la linea 1 viene limitata a Sant'Elena e non effettua la traversata verso il Lido. Il collegamento con il Lido è garantito da un servizio navetta effettuato con motonavi o battello foraneo. In caso di nebbia molto fitta, anche il collegamento con Murano viene effettuato tra Fondamente Nove e Murano Colonna con un servizio navetta di vaporetti. Tali limitazioni sono necessarie per ragioni di sicurezza, anche se la quasi totalità delle unità navali è dotata di radar, ferma restando la decisione ultima del capitano del mezzo di valutare se sussistono le condizioni di sicurezza per effettuare il servizio. Nonostante queste precauzioni, è avvenuta ugualmente una collisione nel Bacino di San Marco in condizioni di fitta nebbia tra una motonave e una nave cargo, incidente che avrebbe avuto ben peggiori conseguenze se invece che una motonave fossero stati coinvolti mezzi di dimensioni più contenute come un vaporetto o un motoscafo.

#### Forte vento
Accade spesso, soprattutto d'inverno, che forti raffiche di bora interessino la laguna, compromettendo la sicurezza delle corse, soprattutto dei mezzi più piccoli, cioè i motoscafi. Le zone più esposte, ove è reso difficile l'approdo, sono quelle del lato nord della città, ossia la tratta delle Fondamente Nove, dell'Ospedale e tutto il canale dei Bacini. Molte volte i comandanti, per palesi ragioni di sicurezza, ritengono necessario limitare le corse o sospenderle addirittura alla fermata della Celestia. Sono altresì interessate le fermate di Madonna dell'Orto e Sant'Alvise, anche se molto più raramente le corse vengono sospese.
Anche nel caso di forti venti di scirocco possono essere necessarie limitazioni al servizio. Queste condizioni sono più rare, soprattutto perché la persistenza e l'intensità dei venti di scirocco in genere sono minori. Tuttavia in alcuni casi di scirocco molto intenso (quasi sempre associato al fenomeno di acqua alta, molto spesso eccezionale) la navigazione nel bacino di San Marco è risultata molto problematica, comportando la limitazione di molte linee al termine del Canal Grande.
In caso di forte vento può essere anche sospesa la fermata facoltativa "Certosa", dell'omonima isola, in quanto in queste condizioni il transito pedonale sulla lunga passerella (140 m) di collegamento tra l'imbarcadero e l'isola non risulta sufficientemente sicuro.

### Le linee automobilistiche e tranviarie

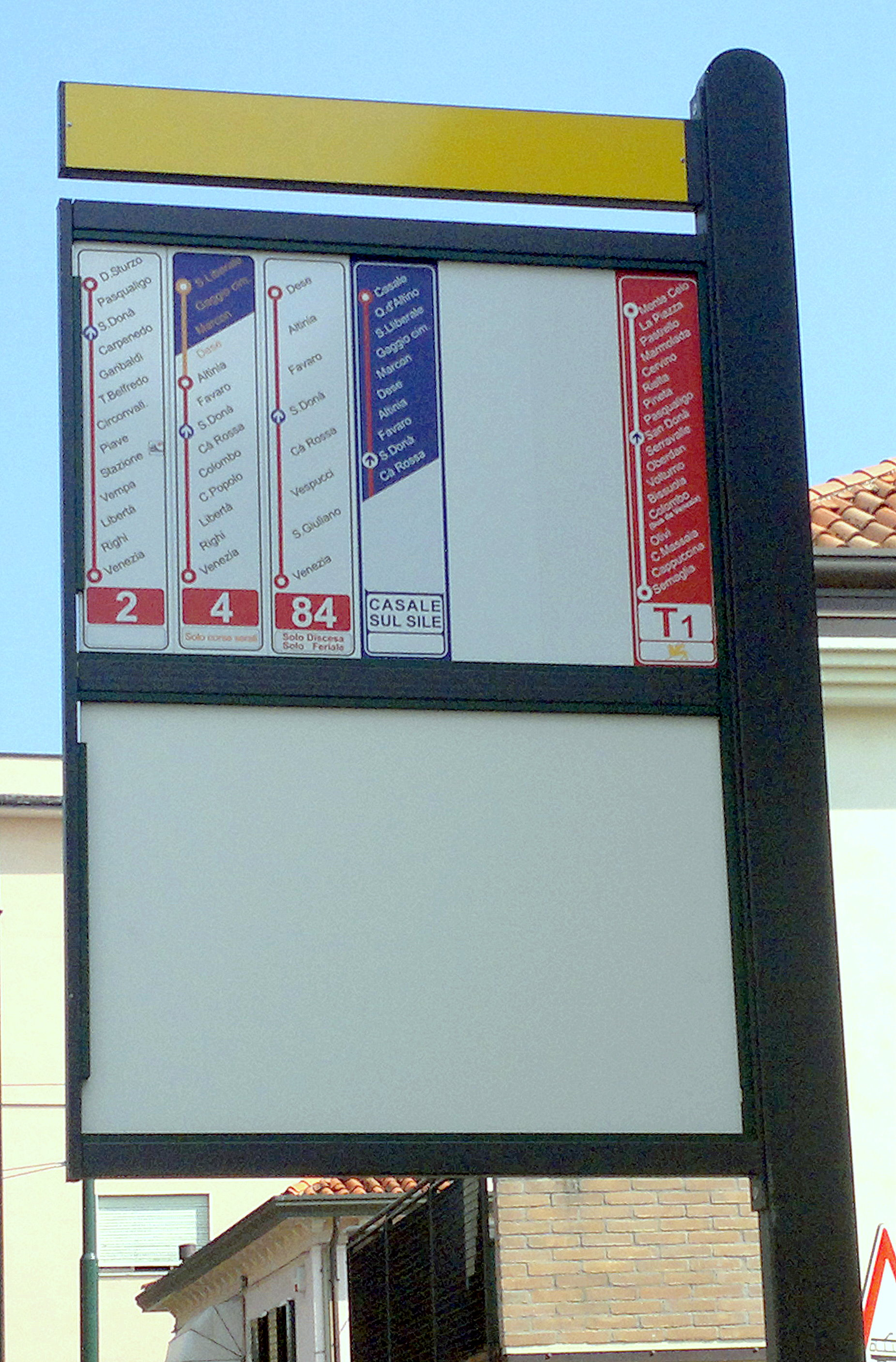
Palina urbana standard. A sfondo bianco le linee urbane, a sfondo blu le linee extraurbane, a sfondo bianco e blu le linee soggette a tariffa o extraurbana o urbana e a sfondo rosso la linea T1 tranviaria a tariffa urbana

Le linee automobilistiche servono cinque bacini essenziali:
- il bacino urbano della terraferma (area di Mestre, comune di Venezia);
- il bacino urbano del Lido di Venezia e Pellestrina;
- il bacino urbano di Chioggia-Sottomarina;
- il bacino extraurbano nord;
- il bacino extraurbano sud.

#### Servizio urbano della terraferma
Il servizio urbano della terraferma serve le municipalità di Favaro Veneto, Marghera, Chirignago-Zelarino e quella più popolosa di Mestre-Carpenedo. Alcune linee ad alta frequenza proseguono fino a Venezia (Piazzale Roma).
Il servizio ordinario viene svolto dalla 5:00 antimeridiane all'una di notte. Durante le ore notturne esistono linee circolari che operano in coincidenza con il servizio notturno di navigazione. Esistono anche linee integrative a orario ridotto, tipicamente dedicate ai lavoratori e ai collegamenti con le zone industriali, che effettuano un servizio limitato ad alcune fasce orarie e ai soli giorni feriali.
Alcune linee considerate urbane per parte del loro percorso sono soggette alla tariffa extraurbana in quanto si estendono oltre i confini comunali verso i comuni suburbani. Si differenziano dalle linee classiche extraurbane in pratica solo per la diversa rappresentazione sulle pensiline di fermata e per la visibilità sull'autobus del numero della linea di appartenenza.

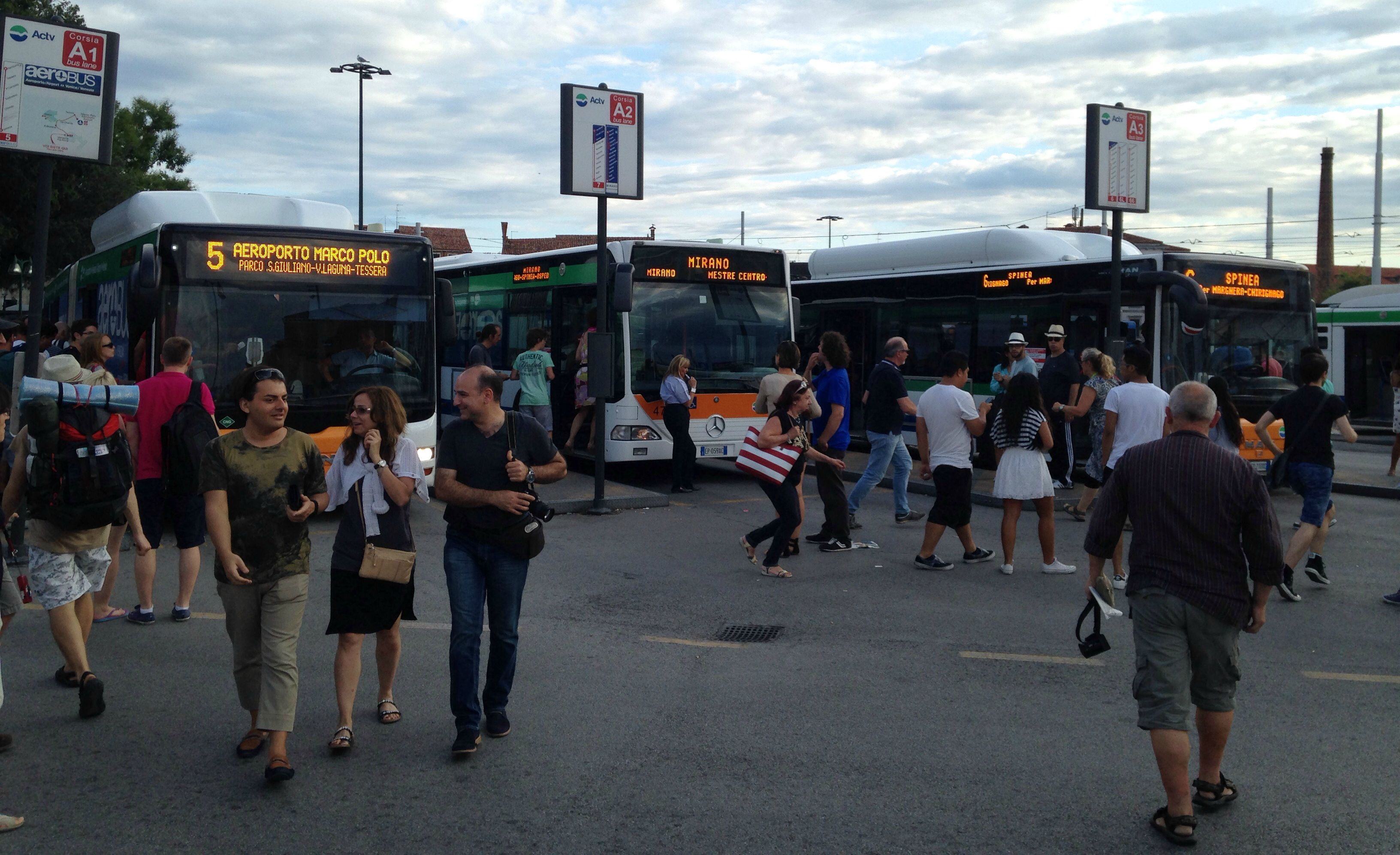
Autobus MAN Lion's City e Mercedes-Benz Citaro in Piazzale Roma

In occasione di grandi eventi organizzati in città vengono istituite navette di collegamento.
Tra questi vi sono l'Heineken Jammin' Festival (navette di collegamento del Parco di San Giuliano con la stazione ferroviaria di Mestre e con Venezia Piazzale Roma), il Salone Nautico Internazionale di Venezia (collegamento tra Piazzale Roma, Tronchetto e la sede della manifestazione, alla Marittima), le esposizioni allestite a Forte Marghera.
Inoltre, in occasione delle più importanti feste veneziane (in particolare la fine del Carnevale e quella del Redentore), durante la notte, in aggiunta al servizio notturno programmato vengono istituite numerose corse straordinarie di collegamento da Piazzale Roma alle varie zone della terraferma.
Linee:
| Linea | Percorso |  |
| ----- | --- |  |
| 2     | Venezia - Della Libertà - Vempa - Mestre Fs - Piave - Circonvallazione - Torre Belfredo - V.Le Garibaldi - S.Donà - Pasqualigo - V.Le Don Sturzo |  |
| 3     | Sfmr Ospedale - Don Peron - Terraglio - Trezzo - V.Le Garibaldi - Torre Belfredo - Circonvallazione - Carducci - Cappuccina - Vempa - Durando - P.Zzale Giovannacci - Lavelli - P.Zza S.Antonio - Paleocapa - Trieste - Catene - Villabona                                                                          |  |
| 4     | Venezia - Corso Del Popolo - Mestre Centro - Via Ca' Rossa - Via San Dona' - Favaro Via Altinia |  |
| 4L    | Venezia - Corso Del Popolo - Mestre Centro |  |
| 5     | Venezia - San Giuliano - Villaggio Laguna - Tessera - Aeroporto |  |
| 6     | Venezia - Via Durando - Piazza Sant' Antonio - Catene - Chirignago - Spinea SFMR |  |
| 6L    | Venezia - Via Durando - Piazza Sant’antonio - Via Rinascita - Via Correnti |  |
| 7     | Venezia - Della Libertà - Vempa - Cappuccina - Carducci - Miranese - Avanti - Chirignago - Spinea - V.Le Sanremo - Villaggio Dei Fiori - Via Martiri Della Libertà |  |
| 7L    | Venezia - Mestre - Gazzera - Asseggiano - Brendole |  |
| 10    | Asseggiano - Ist.Morin - Gazzera Alta - Quarnaro - Mattuglie - Calabria - Miranese - Carducci - Cappuccina - Mestre Fs - Trento - Miranese - Calabria - Mattuglie - Calucci - Gazzera Alta - Asseggiano |  |
| 12L   | Venezia - S. Giuliano - Viale S. Marco - Piazza 27 Ottobre |  |
| 13    | Via Cavergnago - Via Vallenari - Via Bissuola - Via Pio X - Via Cappuccina - Marghera - Via Arduino |  |
| 15    | Aeroporto M.Polo - Tessera - Orlanda - Forte Marghera - P.Zza 27 Ottobre - Corso Del Popolo - Vempa - Mestre Fs |  |
| 16    | Rizzardi - Durando - P.Zzale Giovannacci - Lavelli - P.Zza S.Antonio - P.Zza Mercato - Rinascita - Beccaria - Pasini - Padana - Malcontenta - Moranzani - Fusina |  |
| 18    | Mestre FS - Vempa - F.lli Bandiera - Malcontenta - V. Padana - Colombara - Ca' Sabbioni |  |
| 19    | Venezia - Via Orlanda - Campalto - Via Gobbi - Favaro - via Altinia |  |
| 20    | Martellago - Castellana - Trivignano - Zelarino - Cipressina - Einaudi - S. Rocco - Mestre Centro |  |
| 21    | Martellago - Maerne - Olmo - Selvanese - Tito - Zelarino - Cipressina - Einaudi - S. Rocco - Mestre Centro |  |
| 24    | Venezia - S. Giuliano - V.le Vespucci - Pertini - Bissuola - Casona - S. Donà - Rielta - Pertini - S. Giuliano - Venezia |  |
| 24H   | Venezia - Pertini - Casona - S. Donà - Pasqualigo - SFMR Ospedale - Don Tosatto |  |
| 31H   | Ospedale - Don Tosatto - Don Peron - Terraglio - Circonvallazione - Piave - Mestre FS - Ca' Marcello - Via Torino - V.le Ancona - Forte Marghera - Mestre Centro - V.le S. Marco - Via Sansovino - V.le Vespucci - Pertini - Bissuola - Mestre Centro - S. Rocco - Einaudi - Torre Belfredo - Cipressina - Ospedale |  |
| 32H   | Ospedale - Cipressina - Einaudi - S. Rocco - Mestre Centro - Bissuola - Pertini - V.le Vespucci - Via Sansovino - Vle S. Marco - Mestre Centro - 27 Ottobre - Forte Marghera - V.le Ancona - Via Torino - Ca' Marcello - Mestre FS - Piave - Circonvallazione - Terraglio - Don Peron - Don Tosatto - Ospedale      |  |
| 33H   | Ospedale - Castellana - Via Piave - Mestre FS - Corso del Popolo - Bissuola - Cavergnago |  |
| 34H   | Ospedale - Terraglio - Via Piave - Mestre FS - Corso del Popolo - Bissuola - Pertini |  |
| 43    | Venezia - Ponte Della Libertà - S. Giuliano - Forte Marghera- V.le Ancona - Torino - Ca' Marcello - Mestre FS |  |
| 44    | Favaro - Altinia - Ca' Solaro - Chiesa - Ca' Solaro - Pasqualigo - Vallon - Borgoforte |  |
| 45    | Favaro - Tessera - Aeroporto - Ca' Noghera |  |
| 45H   | Ospedale - Favaro - Via Triestina - Tessera - Ca' Noghera |  |
| 47H   | Ospedale - Zelarino - Visinoni - Brendole - Gazzera Alta - Quarnaro - Mattuglie - Calabria - Miranese - ASL Cavanis |  |
| 48H   | Martellago - Maerne - Olmo - Trivignano - Ca' Lin - Gatta - Terraglio - Ospedale - Cipressina - Einaudi - S. Rocco - Mestre Centro |  |
| 53    | P.zza 27 Ottobre - Via Piave - Mestre FS - Montefibre - Malcontenta |  |
| 66    | Venezia - Via Durando - Via Paolucci - Catene - Chirignago |  |
| 80    | Venezia - Mestre - Trivignano - Maerne - Martellago |  |
| 81F   | Rizzardi - P.zza S. Antonio - Centro Finanza - Cimitero - Rizzardi |  |
| 84    | Venezia - V.le Vespucci - Via Ca' Rossa - Via San Donà - Favaro - Dese FS |  |
| 86    | Mestre FS - Vempa - Banchina dell'azoto |  |

Linee notturne:
| Linea | Percorso                                                                    |
| ----- | --------------------------------------------------------------------------- |
| N1    | Venezia - V.le S. Marco - P.zza 27 Ottobre - V. Piave - Mestre FS - Venezia |
| N2    | Venezia - P.zza s. Antonio - C. del Popolo - V.le S. Marco - Venezia        |

##### Rete tranviaria
Il 20 dicembre 2010 è entrata in servizio la prima linea della rete tranviaria di Venezia, denominata T1 Favaro-Mestre FS, su tracciato provvisorio in attesa del completamento dei lavori della rete e come parte del servizio urbano della terraferma.
Dal 16 settembre 2015 sono entrate in servizio le linee tranviarie T1 Favaro-Mestre centro-Venezia e T2 Mestre centro-Marghera sul percorso definitivo.

#### Servizio urbano del Lido e di Pellestrina
Per il servizio automobilistico, le isole di Lido e Pellestrina sono interessate da un piano della mobilità denominato "Giralido". L'isola del Lido è percorsa da cinque linee, mentre un'altra linea di tipo misto terra-acqua collega il Lido con l'isola di Pellestrina e con la città di Chioggia, attraversando entrambe le isole in tutta la loro lunghezza e prevedendo l'imbarco dei mezzi con passeggeri a bordo sui traghetti dell'ACTV in corrispondenza delle bocche di porto, per proseguire come sola navigazione nel tratto tra Pellestrina e Chioggia, con il trasbordo dall'autobus al battello foraneo contraddistinto dallo stesso numero di linea. Nel periodo estivo il servizio urbano del Lido viene potenziato. Esiste un servizio notturno fornito da un'unica linea che interessa le due isole. La linea 11 ha la caratteristica che, dovendo coordinarsi con i tempi del ferry boat ed avendo un notevole flusso di passeggeri, soprattutto nelle ore di punta partono anche fino a tre autobus contemporaneamente, non potendo utilizzare mezzi snodati; inoltre non effettua tutte le fermate delle altre linee, ragion per cui mantiene nel tragitto una velocità piuttosto celere.

#### Servizio urbano di Chioggia
L'area urbana di Chioggia-Sottomarina costituisce una rete del trasporto pubblico locale in gestione ad ACTV. Il rapporto tra ACTV e il comune di Chioggia è regolato alla base dal contratto di servizio stipulato nel 2001 e approvato con Deliberazione della Giunta Municipale n. 393 del 27.09.2001 ed ancora in vigore in seguito alle successive proroghe intercorse.
In seguito alla riorganizzazione dei servizi decisi dalla giunta comunale in accordo con ACTV, il 1º luglio 2008 il capolinea urbano che ospita tutte le corse circolari e pure quelle delle frazioni più decentrate è stato spostato da Ridotto Madonna (Brondolo, area sud della città) all'Isola dell'Unione (Chioggia centro, area nord del territorio urbano) con l'intenzione di creare un polo di interscambio tra mezzi privati e mezzi pubblici (intesi sia come autobus, sia come natanti), sullo stile di Piazzale Roma. È stato inoltre introdotto un servizio di collegamento tra i parcheggi scambiatori dell'Isola dell'Unione e di Borgo San Giovanni mediante la linea "Navetta Lusenzo", che dal 20 ottobre 2008 ha sostituito le 4 linee circolari nel transito per il Centro Storico, obbligando quindi gli utenti a fare scalo ai capilinea delle circolari per recarsi in centro utilizzando la linea dedicata.
Dallo stesso giorno è stato introdotto il servizio "Pronto?...Bus", un sistema di corse a chiamata in fasce orarie prefissate di cui tutta l'utenza può disporre con le stesse tariffe della rete ordinaria e utilizzato per collegare le frazioni più decentrate, minimizzando il disagio provocato dal pesante taglio delle corse dirette, avvenuto nel gennaio 2008. Il servizio è articolato su sei linee.
Dal 22 febbraio 2010 sono stati ripristinati i percorsi storici per le linee 1 e 2, con transito per il Centro Storico, reintroducendo così il servizio a linea circolare con unico capolinea. Le linee 6 e 7 hanno mantenuto la struttura a due capilinea (Isola dell'Unione e Campo Marconi); anche queste ultime risultano passanti per il centro di Chioggia.

#### Le linee extraurbane

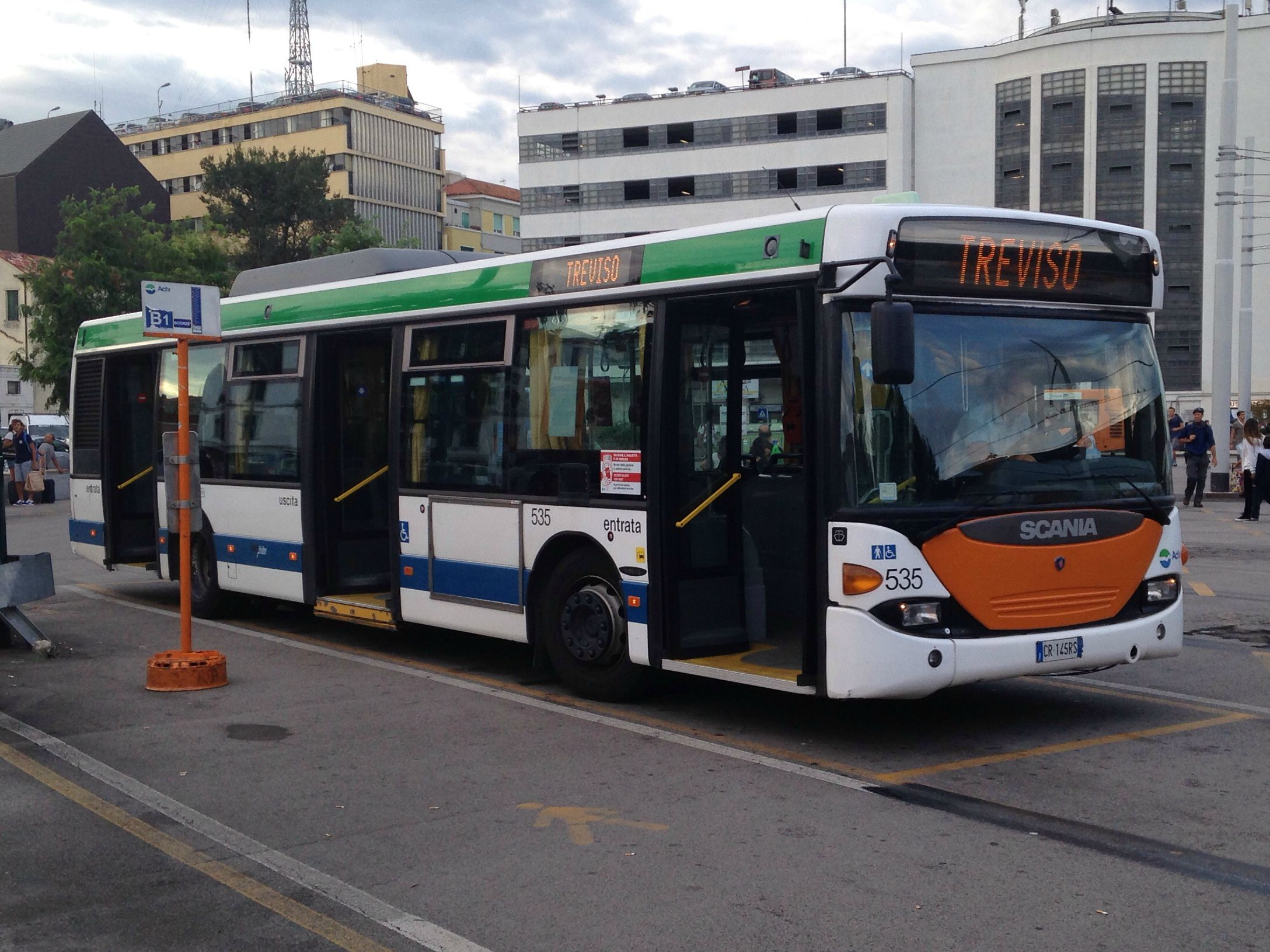
Autobus Scania Omnicity sulla Linea 8E per Treviso

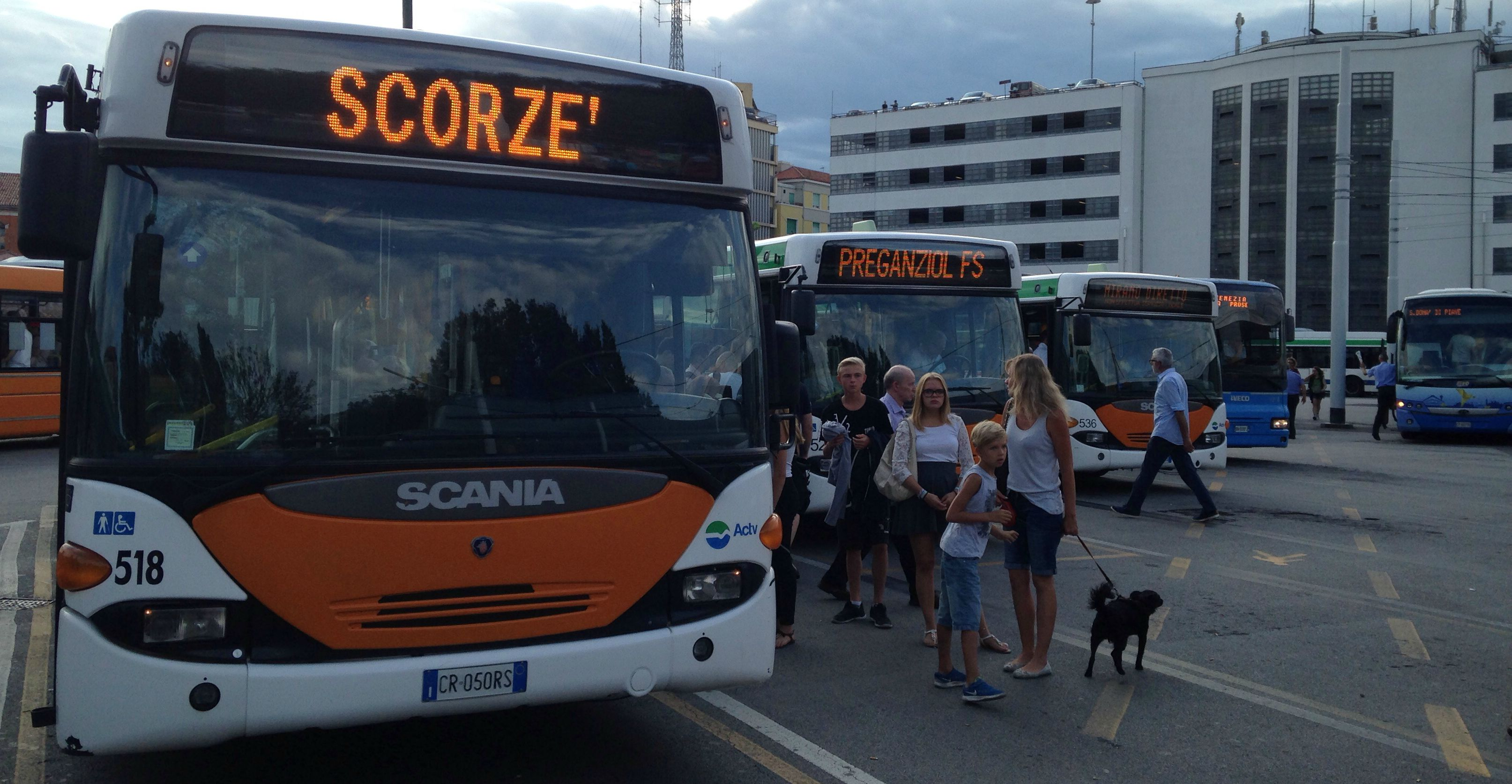
Autobus Scania Omnicity in servizio extraurbano a Piazzale Roma

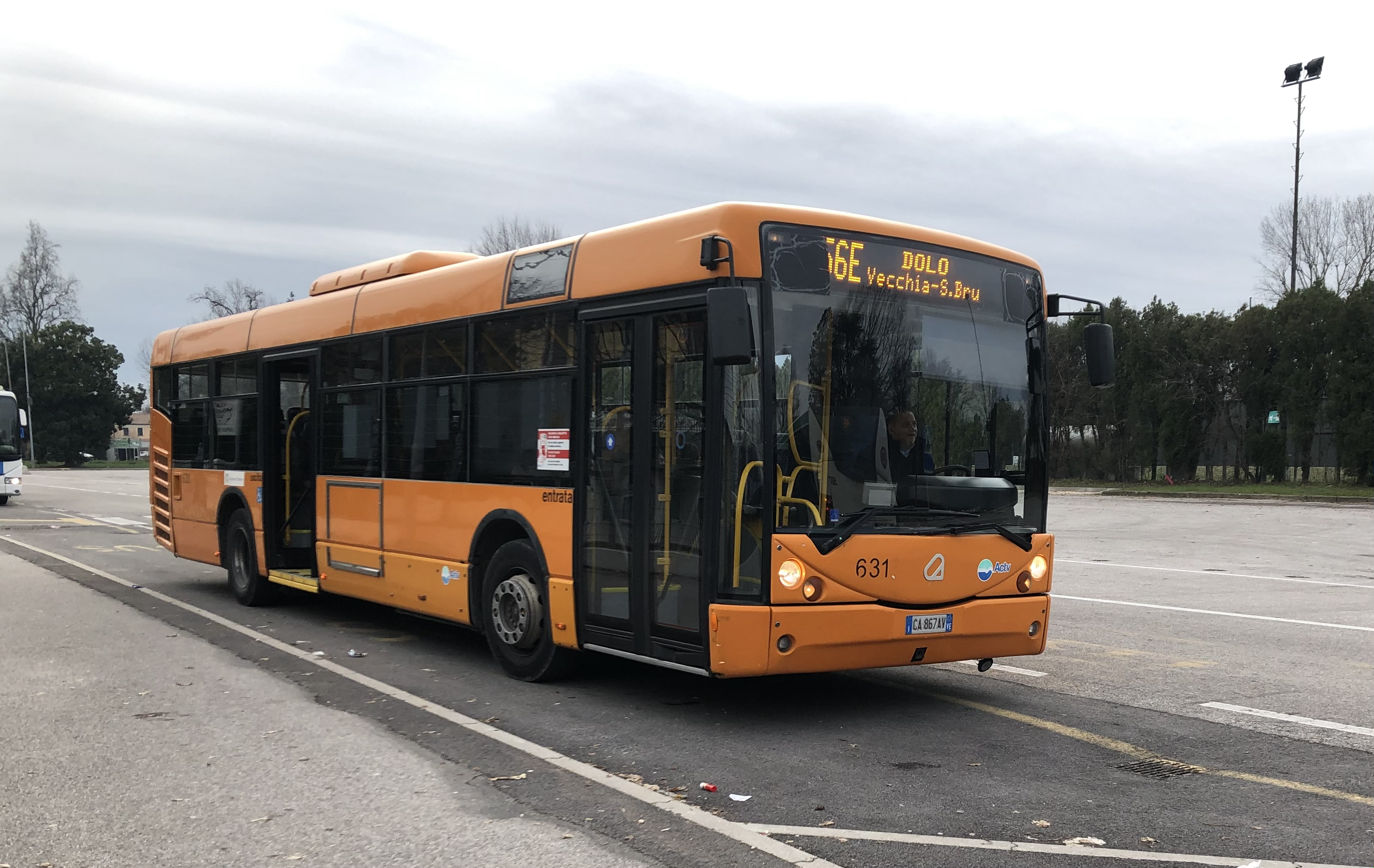
Autobus CAM Autodromo Busotto New in servizio extraurbano scolastico sulla linea 56E a Mirano

Le linee extraurbane gestite dall'ACTV hanno il loro caposaldo a Venezia o a Mestre e servono diversi comuni della provincia di Venezia. Alcune linee costituiscono dei collegamenti interprovinciali con Padova e con Preganziol. In passato esisteva la linea Venezia-Treviso, ora divisa in due sezioni con scambio a Preganziol.
Il servizio è diviso in due bacini, Nord e Sud (ExtraNord ed ExtraSud); il primo occupa l'area inclusa grossomodo tra Venezia e Caltana, Mirano, Noale, Scorzè, Preganziol, Casale Sul Sile e Quarto d'Altino, mentre il bacino sud include il territorio compreso tra Mirano, Dolo, Padova, Piove di Sacco, Cavarzere, Adria e Sottomarina, anche se parte dei servizi in quest'area sono effettuati da FSBusitalia.
Tra i servizi extraurbani vi è l'Omnibus che collega con alcune corse le stazioni ferroviarie di Dolo e Mira-Mirano a Dolo, Mira e Mirano, le corse scolastiche per gli istituti di Mogliano Veneto, Mirano, Piove di Sacco e Dolo e il servizio urbano di Spinea denominato Girospinea con le linee blu e gialla.
Linee:
| Linea | Percorso |
| ----- | --- |
| 2E    | Rio San Martino - Scorzè |
| 3E    | Borgoricco - Sant'Angelo - Veternigo - Zianigo - Mirano |
| 4E    | Noale - Salzano - Mirano |
| 4DE   | Noale - Salzano - Mirano - Catene - Venezia |
| 5E    | Noale - Robegano - Maerne - Olmo - Zelarino - Mestre |
| 6E    | Scorzè - Martellago - Trivignano - Zelarino - Mestre |
| 7E    | Mirano - Orgnano - Spinea - Chirignago - Mestre - Venezia |
| 7DE   | Mirano - Spinea - Catene - Venezia |
| 8E    | Treviso - Preganziol - Mogliano - Marocco - Mestre |
| 8AE   | Marcon - Mogliano - Mestre |
| 9E    | Quarto d'Altino FS - Quarto d'Altino - Le Crete - San Liberale - Della Vittoria - Marcon (Vill. Cooperazione) - V.le S.Marco - Alta - Dello Sport - Gaggio - Marcon (Via Mattei) - Dese - Altinia - Gobbi - Passo Campalto - Sabbadino - Orlanda - Forte Marghera - P.zza 27 Ottobre |
| 10E   | Mirano - Campoocroce - Scaltenigo - Ballò - Vetrego - Marano - Mirano |
| 11E   | Mirano - Maerne - Martellago - Scorzè |
| 12E   | Scorzè - Cappella - Peseggia - Gardigiano - Mogliano |
| 14E   | Casale sul Sile - Quarto d'Altino - Le Crete - San Liberale - Gaggio - Marcon - Colmello - Mogliano FS |
| 15E   | Zero Branco - Campocroce - Mogliano |
| 16E   | Trebaseleghe - Scorzè |
| 17E   | Caltana - Caselle - Santa Maria di Sala - Mirano |
| HE    | Noale - Robegano - Salzano - Mirano (Ospedale) - Maerne - Martellago - V. Castellana - Martellago |
| 53E   | Padova - Stra - Fiesso - Dolo - Mira - Oriago - Marghera - Venezia |
| 54E   | Corte - Bojon - Premaore - Camponogara - Dolo |
| 54RE  | Bojon - Premaore - Camponogara - Calcroci - Sambruson - P.zza Vecchia - V. Romea - Malcontenta - V. Padana - V. F.lli Bandiera - V. d.lla Libertà - Venezia |
| 55E   | Stra - Vigonovo - Galta - Fossò - Camponogara - Dolo |
| 55SE  | Dolo - Palulello - S. Pietro - Stra |
| 56E   | Dolo - Sambruson - P.zza Vecchia - Gambarare - Mira - Marano - Mirano |
| 57E   | Mellaredo - Pianiga - Marano - Oriago - Venezia |
| 58E   | Adria - Cavarzere - Piove di Sacco - Campolongo - Fossò - Dolo |
| 58RE  | Adria - Cavarzere - Romea - Venezia |
| 59E   | Dolo - Cazzago - Scaltenigo - Marano - Mirano |
| 60E   | Cavarzere - Rottanova - Piove di Sacco - Stra |
| 66E   | Mellaredo - Pianiga - Arino - Cazzago - Dolo |
| 67E   | Piove di Sacco - Corte - Bojon - Campagna Lupia - Calcroci - Dolo |
| 67RE  | Piove di Sacco - Bojon - Calcroci - V. Romea - Venezia |
| 72E   | Pettorazza Grimani - Cavarzere |
| 73E   | Rottanova - Cavarzere |
| 81E   | Sottomarina - Chioggia - S. Pietro - Boscochiaro - Cavarzere |
| 82E   | Sottomarina - V. Romea - Camponogara - Fossò- S. Pietro - Stra - Dolo |
| 83E   | Cavarzere - Ca' Labia - Ca' Matte - Ca' Briani - Acquamarza - Grignella |

## La flotta e il parco mezzi
La flotta dell'ACTV conta 620 autobus e 195 imbarcazioni.

### La flotta navale

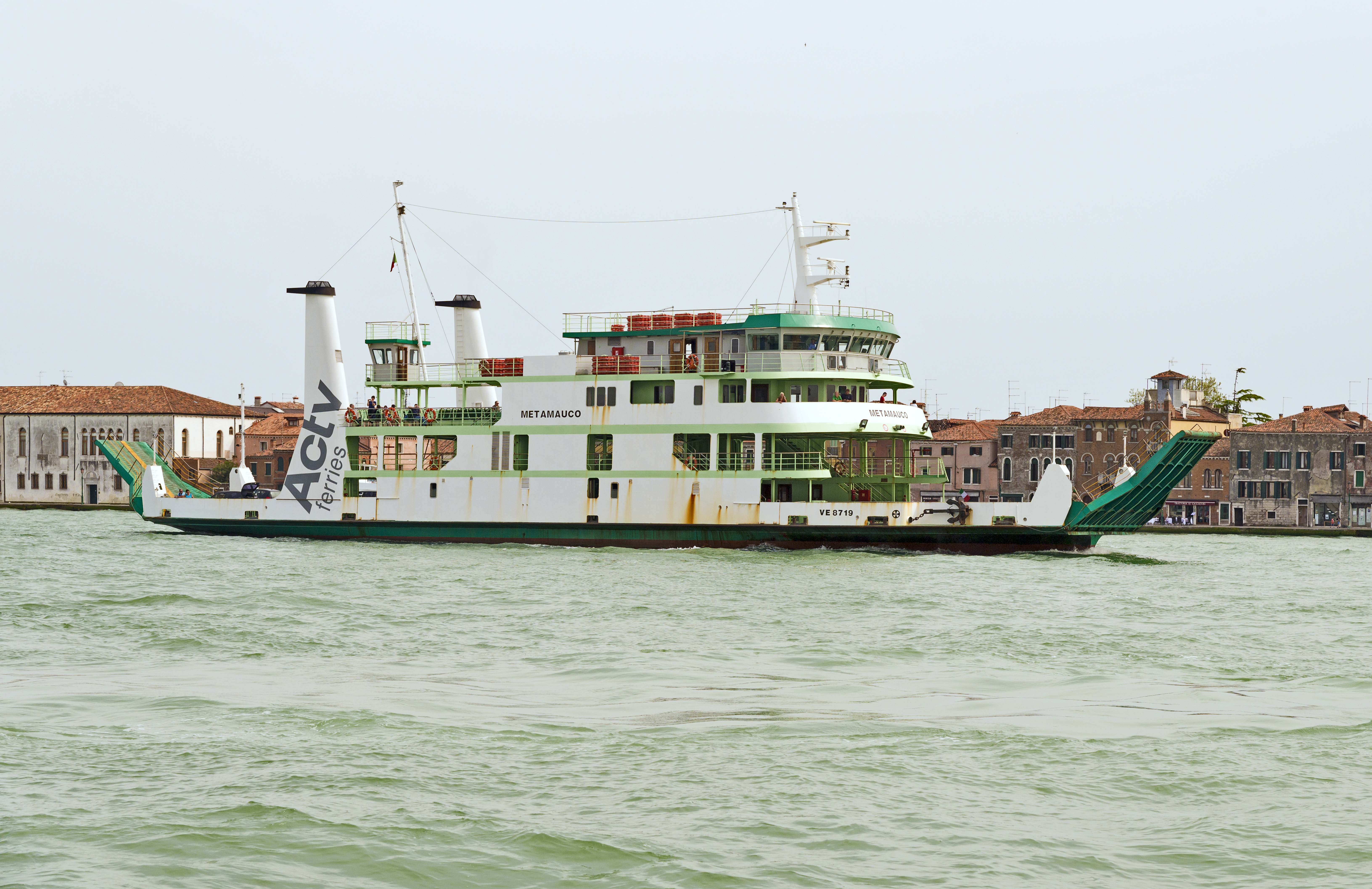
Ferry boat Metamauco in Canale della Giudecca

Al 2016 l'azienda possiede circa 140 stazioni galleggianti fisse (pontoni) mentre la flotta è composta da vaporetti (64 unità), motoscafi (55 unità), motoscafi ad agente unico (8 unità), motobattelli foranei (23 unità), motonavi (10 unità), navi traghetto di tipo ferry-boat (7 unità) per il trasporto di automezzi, mezzi ausiliari di vario tipo (28 unità).
In passato l'azienda ha fatto parte del consorzio WHALE avente per obiettivo la costruzione di una serie di vaporetti alimentati ad idrogeno (in effetti le problematiche dell'ingombro dei sistemi sono ininfluenti nei mezzi acquei e l'idrogeno è disponibile in quantità nella vicina Marghera come scarto industriale), ma tale progetto non è stato realizzato.
La flotta dei vaporetti comprende: 38 vaporetti serie 80, 8 vaporetti serie 90 a propulsione azimutale, un vaporetto serie 90 panoramico a propulsione azimutale, 5 vaporetti serie 100 e 10 vaporetti serie 110 dotati di climatizzazione. Nella flotta sono presenti anche due esemplari sperimentali a trazione ibrida diesel ed elettrica (i motobattelli E1 del 1988 e Liuto del 1999) impiegati per servizi a noleggio e che in passato sono stati utilizzati per il servizio turistico Vaporetto dell'Arte.
La flotta dei motobattelli foranei comprende mezzi di varie serie: 4 motobattelli foranei classe 30, 2 motobattelli foranei di classe Treviso (Mestre e Treviso), 10 motobattelli foranei di classe 330 (Venezia 1, Venezia 2, Venezia 3, Venezia 4, Venezia 5, Ruggero G., Vignole, S.Erasmo, Mazzorbo, Caroman), 7 motobattelli foranei di classe 400 (Tiepolo, Giorgione, Veronese, Bellotto, Guardi, Canaletto, Vivarini).
La flotta dei motoscafi è composta da 36 motoscafi VIII serie, l'esemplare unico IX serie e 18 motoscafi X serie. Dei 10 motoscafi ad agente unico realizzati fra il 1997 e il 2000 ne rimangono in servizio otto, impiegati in alcuni servizi notturni a domanda debole e per la navetta Piazzale Roma - Casinò.
La flotta delle motonavi è costituita da 3 unità del 1935 classe 4LI (Aquileia, Altino, Eraclea; la quarta unità Concordia è in disarmo), l'unità Burano 2; l'unità Sant'Andrea; 2 unità classe Torcello (Poveglia, Torcello);
l'unità Sant'Andrea del 1981; l'unità a controllo azimutale Sandra Z. (Sandra Zennaro, dal nome del primo capitano donna - prematuramente scomparsa - non impiegata nel servizio di linea). Altre due motonavi, Clodia e Adria, sono distaccate all'Azienda di trasporto di Taranto e utilizzate all'interno del Mare Piccolo.
Le motonavi della classe 4LI, introdotta nel 1935, sono unità gemelle che durante la seconda guerra mondiale non ebbero una buona sorte: la motonave Altino venne ritrovata, affondata, nel porto di Marsiglia mentre la motonave Aquileia, anch'essa affondata, venne recuperata a Livorno. Negli anni sessanta la motonave Eraclea venne modificata da propulsione monoelica a bielica e utilizzata nel solo periodo estivo per il collegamento tra Venezia e Punta Sabbioni. Risale al 1999 la motonave Sandra Z., dotata di un nuovo sistema propulsivo azimutale e priva quindi di timoni: non ha goduto di particolare fortuna per numerosi inconvenienti tecnici che si sono susseguiti, coinvolgendola anche in alcuni incidenti fortunatamente privi di conseguenze per le persone.
I ferry-boat, classificati dall'azienda come mototraghetti, sono: San Marco (1961), Ammiana (1964), Pellestrina (1972), Marco Polo 1 (1983), le due unità gemelle San Nicolò (1997) e Metamauco (1998), Lido di Venezia. Tra i ferry-boat per lungo tempo è stato in servizio il mototraghetto San Giorgio, ora smantellato, ex mezzo da sbarco usato dalla marina statunitense nella seconda guerra mondiale adattato per l'uso civile. La sua unità gemella San Todaro fu radiata nel 1973. Il Lido di Venezia, riconversione di un mezzo-traghetto greco costruito nel 1998 ed originariamente chiamato Salamina, è entrato in servizio a giugno 2009 con una capacità di trasporto del 40% in più rispetto agli altri ferry-boat.
Infine tra i vari mezzi ausiliari sono compresi motoscafi precedentemente impiegati in servizi di linea o realizzati ad hoc (Maestrale); le due motocisterne Ceola e Olivolo che di notte riforniscono di carburante le unità dislocate nei vari depositi; i motoscafi pronto intervento Fisolo, Certosa e S.Secondo; le pilotine Lido, S.Croce e S.Polo; due mototopi ed una lancia; nove fra chiatte e galleggianti.

### Il parco mezzi automobilistico (Mestre ed extraurbano)

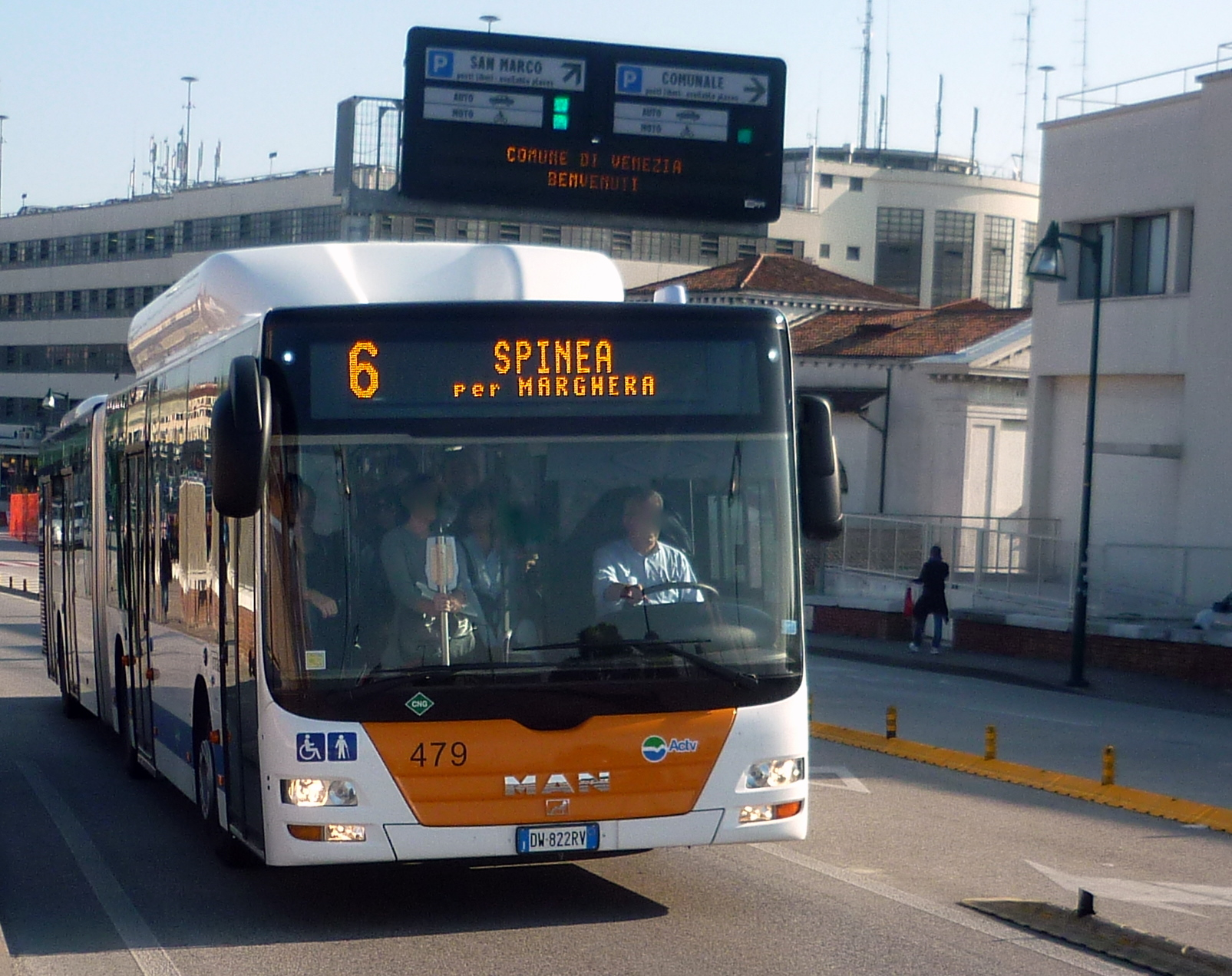
Autobus Actv: un MAN Lion's City in servizio urbano a Venezia

La flotta dei mezzi di superficie è quantificabile in circa 580 esemplari. I mezzi di più moderna acquisizione sono tutti dotati di pianale ribassato o/e di scivoli retrattili per facilitare l'accesso e l'utilizzo del mezzo a passeggeri disabili. Alcune linee ad elevata affluenza di passeggeri e le linee notturne utilizzano principalmente autobus snodati. Gli autobus più vecchi vengono utilizzati per le corse a uso dei lavoratori di Porto Marghera e per le corse di rinforzo scolastiche.
La colorazione degli autobus ha subito diverse modifiche nel tempo: verde (anni sessanta); rosso con bordi giallo chiaro (anni settanta); arancione (anni ottanta). Dal 2004 la livrea aziendale è bianca, a strisce blu e verdi (con una placca anteriore arancione).

### Il parco mezzi tranviario

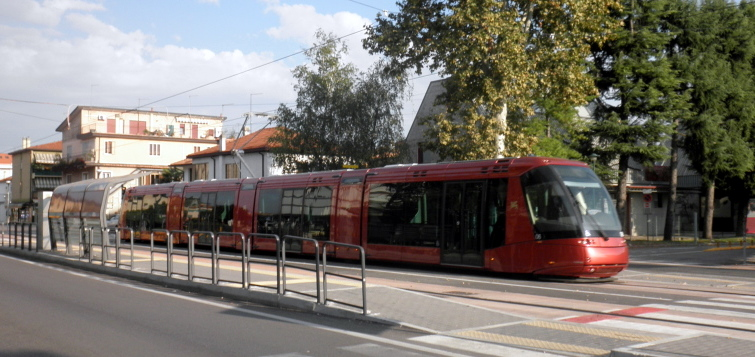
Tram Actv: uno degli NTL Translohr in servizio a Favaro Veneto

Sono presenti 20 mezzi Translohr STE4, operanti sulle due linee tranviarie. In caso di manutenzione (ordinaria e straordinaria) della tranvia, gli autosnodati sostituiscono il servizio, passando per le strade adiacenti al percorso tranviario.

### Il parco mezzi automobilistico (Lido e Pellestrina)

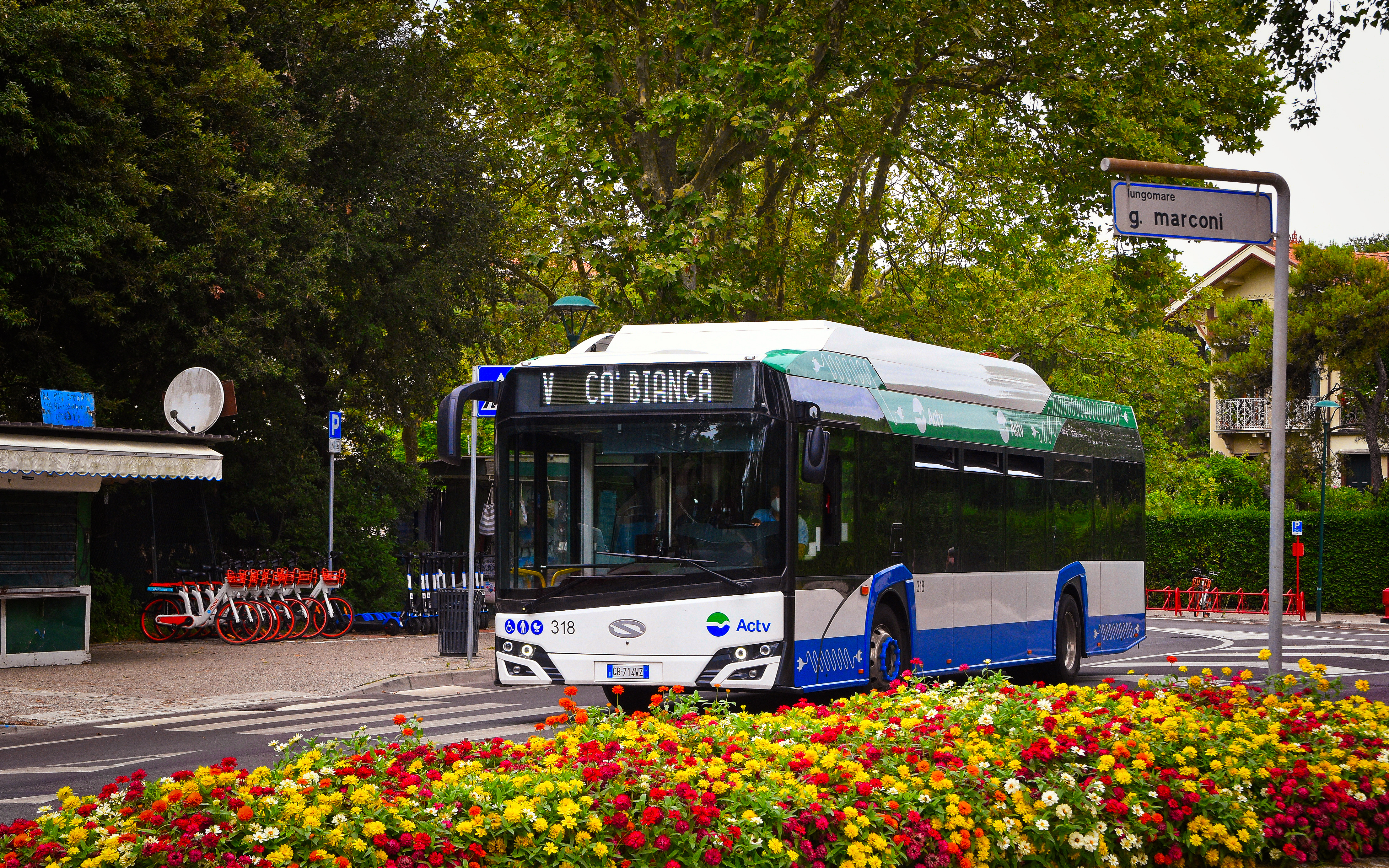
Solaris Urbino IV 12 Electric in servizio urbano al Lido

Da sempre gli autobus di primo acquisto vengono destinati alle linee del Lido, nelle quali l'usura è minore dati i ritmi più limitati e i percorsi più corti. ACTV mantenendo sempre in comune gli autobus di Mestre con quelli del Lido ha inviato nell'isola una vasta gamma di modelli.
Tutti gli autobus di rinforzo stagionale provengono da Mestre e vengono inviati mediamente a fine anno scolastico per intensificare le corse al Lido. Fino al 1998 servivano esclusivamente la vecchia linea C (Santa Maria Elisabetta - Malamocco - Alberoni) in quanto percorreva molta più strada rispetto alle altre linee.
Fino al 2004, quando furono terminati i lavori per la costruzione di nuovi pontili di accesso ai ferry-boat appositamente progettati, gli autobus in servizio sulla linea 11 richiedevano delle caratteristiche costruttive specifiche. Dovendo essere caricati su ferry-boat per il traghetto verso l'isola di Pellestrina e verso Chioggia, bisognava risolvere il problema dell'inclinazione del pontone in caso di maree eccezionalmente alte o basse, quando c'era il pericolo che lo chassis dell'autobus cozzasse contro il pianale incastrandosi. Fino a tale data fu necessario utilizzare una particolare serie Menarini Monocar 201/1 NU, denominata versione Lido, appositamente realizzata e caratterizzata da chassis rialzato, ammortizzatori regolabili pneumaticamente e angoli di attacco/uscita superiori. Prima ancora, il servizio veniva effettuato con gli unici autobus a chassis molto alto disponibili all'epoca, i modelli Alfa 902 ASU (serie 301-309), risalenti agli anni cinquanta. L'installazione dei nuovi pontoni in modo da consentire l'utilizzo di qualunque tipo di autobus si è reso necessario anche dalle nuove legislazioni sulle disabilità, in quanto i Menarini serie Lido data la loro notevole altezza da terra rendevano difficoltoso l'accesso ai disabili. Tuttavia ciò ha portato dei problemi quando, per motivi di manutenzione, si sono dovuti usare i vecchi approdi; è accaduto infatti che i nuovi autobus, troppo bassi, rimanessero incastrati.

### Il parco mezzi automobilistico (Chioggia)

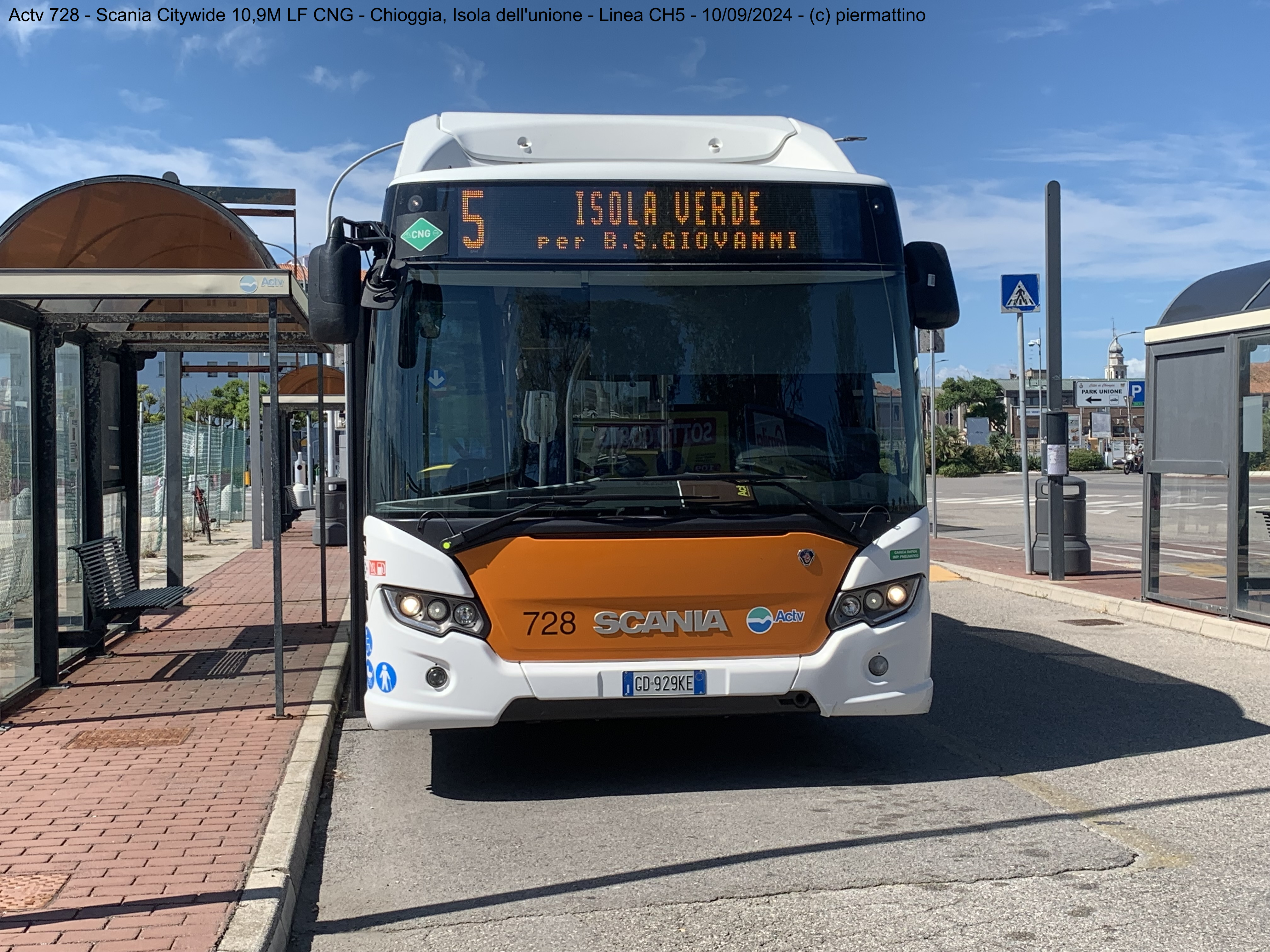
Autobus Actv: uno Scania Citywide 10 LF CNG al capolinea dell'Isola dell'Unione di Chioggia.

La rete urbana di Chioggia mantiene una sostanziale omogeneità di serie urbane, il deposito clodiense nel 2009 disponeva ancora di numerosi Menarini Monocar 201 NU, che nonostante l'età media di 25 anni continuavano a prestare regolarmente servizio sulle sette linee locali, supportati dai più recenti BredaMenarinibus Monocar 240 e dai BredaMenarinibus Monocar Avancity introdotti in due esemplari nel luglio del 2009. La rete urbana di Chioggia dispone inoltre dal 2008, in seguito alla sperimentazione a due capolinea con servizio di collegamento del centro storico esclusivamente con una linea dedicata, di tre Cacciamali a meccanica Iveco alimentati a metano. Il 22 febbraio 2010 sono stati introdotti sul servizio urbano 3 nuovi BMB Vivacity CNG da 8 metri, allo scopo di preservare il manto stradale di Corso del Popolo, essendo questi mezzi meno impattanti dei tradizionali BMB 240 N o Menarini 201/2 NU. Questi 3 midibus hanno sostituito 3 Menarini 201 NU, riducendo gli ultimi Menarini rimasti nel parco bus da 7 a 4 e così relegando questi mezzi alle corse di rinforzo e alle linee periferiche. Con l'introduzione dei 3 midibus i vecchi Menarini ancora in servizio (3 risalenti al 1987 e 1 al 1984) sono stati di fatto rimossi dalle linee circolari (1, 2, 6, 7) e solo in rari casi hanno continuato a prestare servizio in queste linee, ormai servite quasi esclusivamente dai BMB 240 e dai midibus BMB. Al 2024 la flotta urbana è composta da tre BredaMenariniBus Vivacity, due Avancity, due Citymood 10 CNG, svariati Monocar 240NU, due Scania Citywide 10 LF CNG, un Omnicity New 10 e un Rampini Alé. Con il passaggio della rete urbana clodiense ad Arriva Veneto del 1° gennaio 2025 alcuni mezzi urbani utilizzati da Actv sono stati ceduti al nuovo gestore.
La flotta extraurbana era precedentemente composta da 7 autosnodati De Simon IS.2, numerosi Mercedes Benz Integro, DallaVia 370. Di essi, ad Agosto 2024, sono rimasti solamente alcuni Integro: tutti gli altri mezzi sono stati radiati. Nel luglio del 2010 sono entrati in servizio 6 nuovi interurbani Irisbus Arway 12 alimentati a gasolio. Questi però sono stati trasferiti nel bacino Romea/Piovesana a Settembre 2021.

## Evoluzione storica delle linee di servizio pubblico

### Linee di navigazione

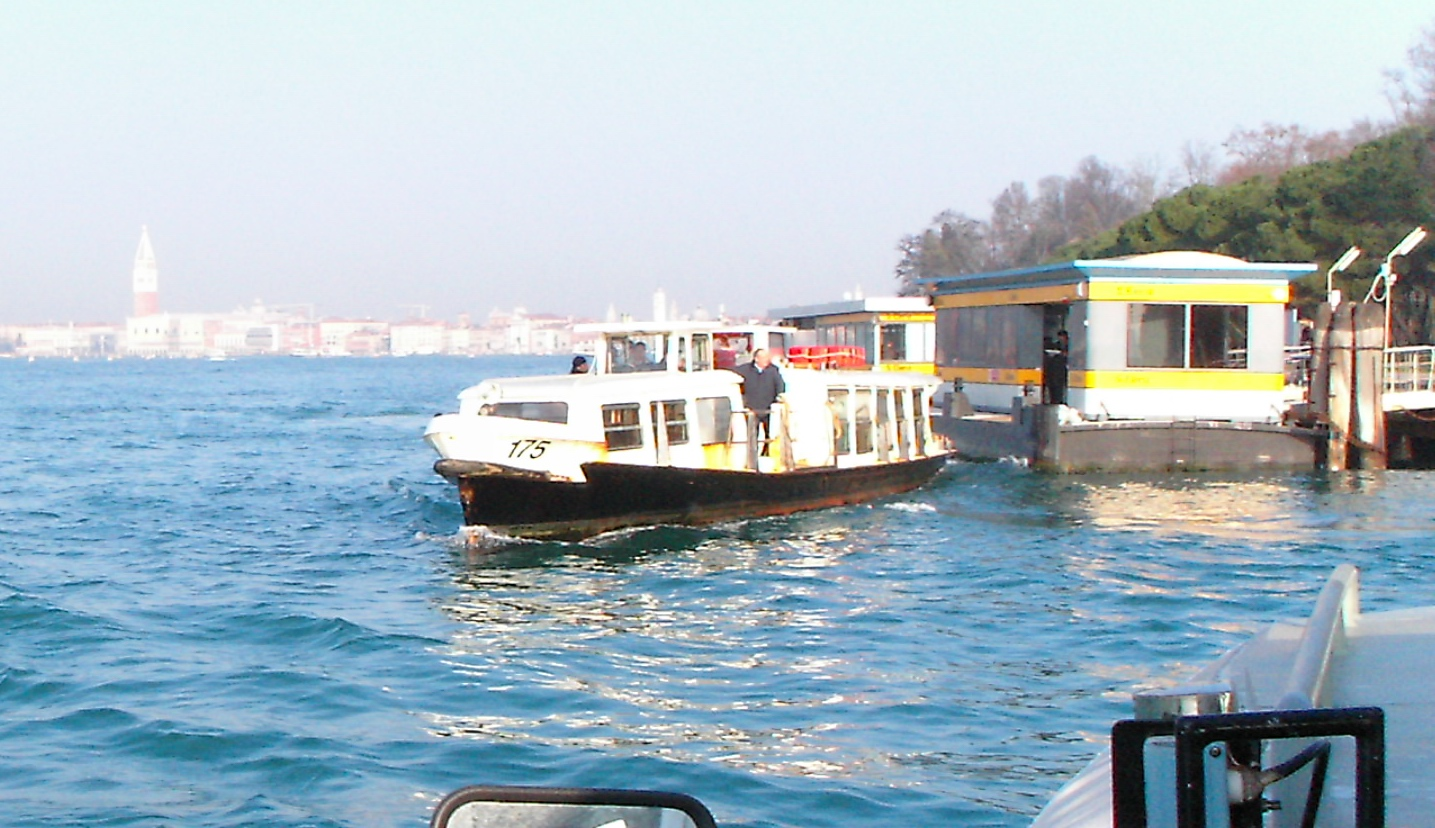
Motoscafo di vecchio tipo in partenza da Sant'Elena

Nel corso degli anni, numerazione e percorsi delle linee di navigazione hanno subito variazioni dovute all'imposizione di divieti di navigazione lungo alcuni tratti fondamentali (Rio Novo, Rio delle Galeazze), ad esigenze di razionalizzazione del servizio e alle modifiche del flusso di traffico dei passeggeri verso alcune aree (Tronchetto). Per la peculiarità della città di Venezia, in cui gli spostamenti al di fuori del trasporto marittimo sono esclusivamente pedonali, tali cambiamenti hanno avuto effetti talvolta anche notevoli per quanto riguarda la mobilità quotidiana.
Un primo impatto importante si ebbe nel dicembre 1990 con la chiusura del Rio Novo al traffico dei motoscafi, determinata dai danni causati dal moto ondoso agli edifici e alle fondamente lungo tale canale. Questo divieto di circolazione comportò un notevole aumento dei tempi di navigazione per raggiungere Piazzale Roma: il Rio Novo è una scorciatoia che taglia gran parte del Canal Grande e sulla tratta San Marco-Piazzale Roma il tempo di navigazione praticamente raddoppiò dai 15 minuti necessari prima del divieto fino agli oltre 30 attuali. Ancora maggiore fu l'impatto sulla tratta Lido-Piazzale Roma, dove i tempi di percorrenza passarono dalla mezz'ora scarsa a circa 50 minuti, senza contare il temporaneo sovraccarico del traffico lungo il Canal Grande dovuto al rispetto di tale divieto. Si ebbe quindi come effetto a cascata una ristrutturazione radicale dell'intero servizio di navigazione che coinvolse quasi tutte le linee principali.
Un altro evento ad alto impatto fu nel 2000 la chiusura al traffico del Rio delle Galeazze, che attraversa i bacini dell'Arsenale. Anche questo è un canale-scorciatoia che consente di evitare la circumnavigazione di tutta la parte orientale della città e la sua chiusura allungò quindi in modo considerevole i tempi di percorrenza, dato che le linee di navigazione furono obbligate a passare oltre Sant'Elena e a costeggiare il lato orientale di San Pietro di Castello. A seguito di questa importante variazione di percorso furono create le nuove fermate di Bacini, San Pietro e Certosa, peraltro in zone periferiche prima non raggiunte dal servizio di navigazione urbana. Vi fu quindi una nuova riorganizzazione dell'intero servizio di navigazione che portò a un impianto generale delle linee di navigazione rimasto sostanzialmente invariato da allora.
Per cercare di ovviare al problema del sovraffollamento dei mezzi pubblici dovuto ai flussi turistici, nel gennaio 2008 fu istituita una linea, la linea 3, che nelle intenzioni doveva essere riservata ai soli cittadini residenti, su un percorso sovrapposto alla linea 1 (la linea a più elevato volume di traffico) nella tratta tra Piazzale Roma e Arsenale e prolungata fino al Lido a partire da agosto. Tuttavia, la risposta da parte degli utenti fu ampiamente al di sotto delle aspettative al punto che con l'orario invernale 2008-2009 la linea venne soppressa.
Oltre alla navigazione urbana, fino agli anni trenta vi erano linee foranee che collegavano Venezia con Jesolo, S.Donà di Piave, Caorle, Campalto; altra linea collegava Chioggia con Cavarzere. Furono tutte abolite in seguito allo sviluppo del trasporto stradale.

### Linee automobilistiche

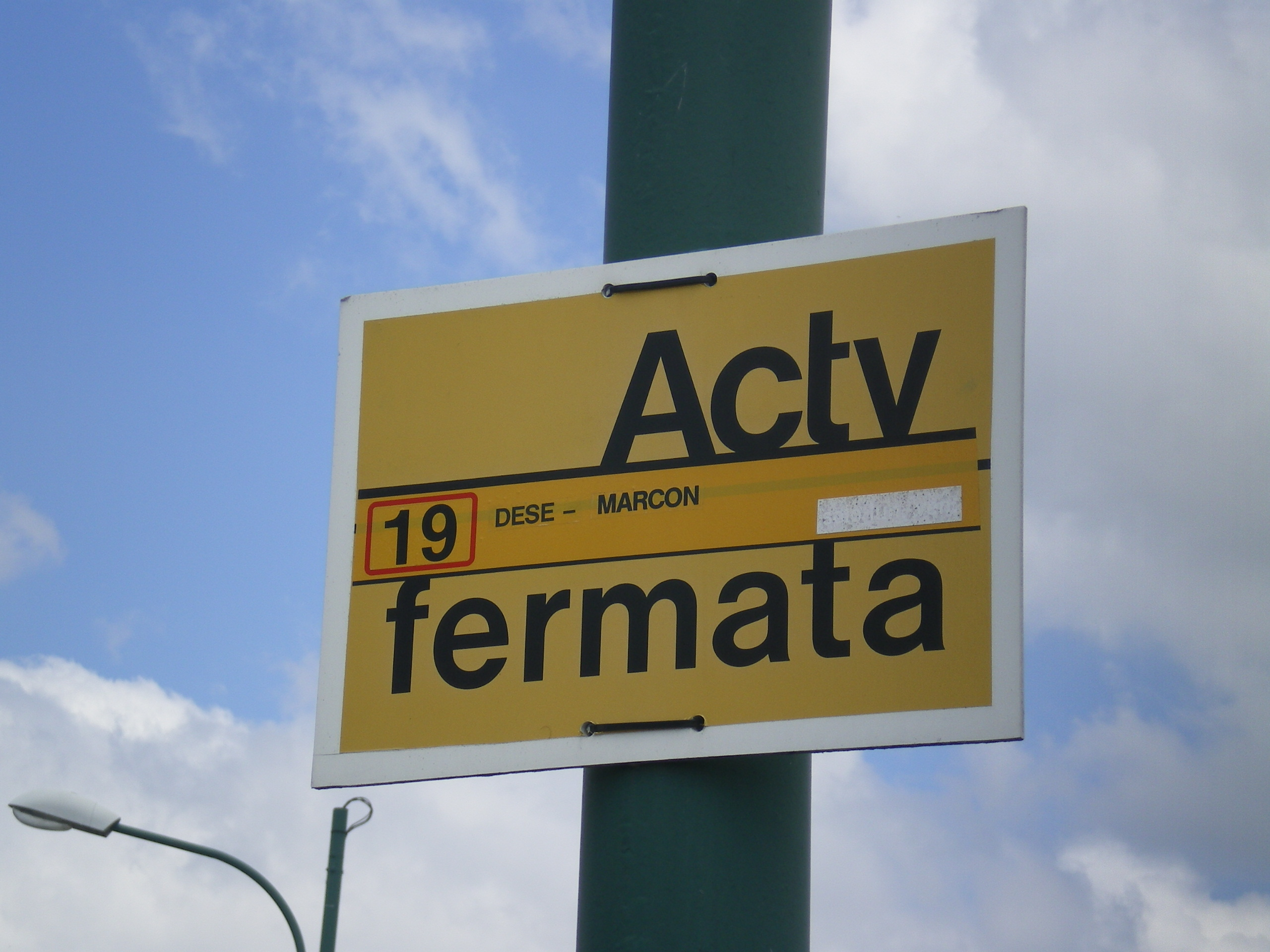
Palina ACTV del modello vecchio, al parcheggio scambiatore di via Altinia.

Per quanto riguarda il trasporto pubblico nella terraferma mestrina, l'impatto principale è venuto dalla pedonalizzazione della centrale piazza Ferretto (1986), che ha comportato un riassetto complessivo dei percorsi delle linee urbane ed extraurbane.
Altre modifiche rilevanti del servizio furono necessaria in seguito alla notevole espansione della zona prossima al Terraglio dove si trova il Centro Commerciale Porte di Mestre (ex Auchan) e soprattutto all'apertura nella stessa area del nuovo Ospedale di Mestre (7 aprile 2008) che ha comportato l'esigenza di collegare le varie zone della terraferma con il nuovo polo ospedaliero. Nell'impossibilità di garantire un collegamento analogo al vecchio ospedale (ubicato in pieno centro cittadino, sulla direttrice per la stazione ferroviaria e servito da numerose linee) si è optato per la creazione di due linee circolari che intercettassero tutte le principali linee provenienti da ogni parte della terraferma, la H1 e H2.
Il 20 dicembre 2010, con l'avvio dell'esercizio della linea tranviaria T1, sono entrate in vigore ulteriori modifiche alla rete automobilistica, con la soppressione di alcune linee e una riorganizzazione generale del servizio urbano ed extraurbano. La riorganizzazione del servizio con il completamento della rete tranviaria (linee T1 e T2) e la modifica alle linee automobilistiche ha comportato anche la revisione dei capolinea di Venezia (Piazzale Roma) e Mestre Centro (Piazzale Enrico Cialdini).
Per quanto riguarda il sistema automobilistico insulare del Lido e Pellestrina, gli impatti principali sono derivati dal passaggio da un sistema basato quasi esclusivamente su linee di filobus elettrici a un servizio di linea con autobus convenzionali e alla drastica riduzione del numero delle linee a favore di un sistema di poche linee circolari tutte facenti capo all'interscambio coi mezzi di navigazione a Santa Maria Elisabetta.
Caso a parte è il collegamento extraurbano tra Venezia e Chioggia; la linea, precedentemente nota come 80E, da Giugno 2018 è in concessione ad Arriva Veneto, la nuova azienda che da allora gestisce 3 differenti direttrici tra le due città: 80 (ex 80E), 85 e 87.
Degno di nota è lo sfiorato annullamento del TPL urbano di Chioggia del 1 ottobre 2024: a seguito di importanti divergenze tra il Comune di Chioggia e l'AVM/Actv, quest'ultima ha dichiarato la volontà di non prorogare il contratto di servizio di trasporto pubblico cittadino in scadenza il 30 settembre. A seguito di un incontro tra l'amministrazione comunale e l'azienda, si è giunti a un accordo per il quale il servizio di Actv sarà attivo fino al 31 dicembre 2024. Dal 1º gennaio 2025 è Arriva Veneto a gestire il sistema di trasporto pubblico urbano clodiense.

## Tragedie e incidenti
Il 13 ottobre 1944 alle ore 12.45 la motonave Giudecca durante il normale servizio di linea tra Chioggia e Venezia venne attaccata e affondata da tre aerei americani di ritorno da una missione: l'episodio causò una settantina di vittime.
L'11 settembre 1970 il tornado di grado F4 che colpì la città di Venezia provocò la più grande tragedia dal dopoguerra dei mezzi pubblici veneziani. Il fenomeno atmosferico investì nel Bacino di San Marco prima la motonave Aquileia, provocando un ferito e danneggiando gravemente le sovrastrutture, e poi sfiorò la motonave Altino. Pochi istanti dopo, di fronte a Sant'Elena il tornado risucchiò il motoscafo numero 130, un mezzo di 20 tonnellate impegnato sulla linea 2 dell'epoca. Il mezzo affondò in pochi secondi, provocando la morte di 21 persone e venne recuperato il mattino seguente. Altri danni a Sant'Elena riguardarono gli attici gravemente danneggiati e i tetti divelti.

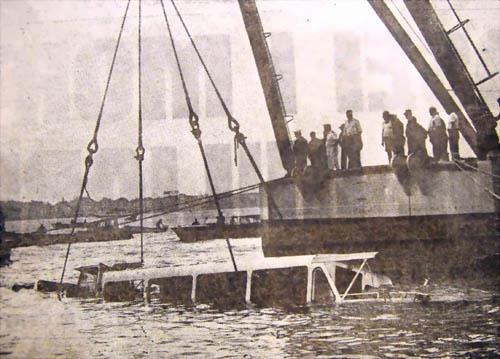
Il recupero del motoscafo n. 130, che venne successivamente sistemato, cambiato di numero e rimesso in servizio

A metà degli anni novanta in una mattina invernale di fortissima nebbia, una motonave entrò in collisione con una nave cargo nel Bacino di San Marco: l'incidente provocò alcuni feriti e il completo danneggiamento della prua della motonave. Il cargo, che non si fermò, venne identificato solo dopo alcuni giorni.
Alla fine degli anni novanta un motoscafo in bacino San Marco urtò violentemente contro una gondola provocando la morte di una turista.
Nello stesso periodo l'introduzione del sistema propulsivo azimutale nei nuovi vaporetti serie 90 della flotta fu causa diretta di varie collisioni, che ebbero come conseguenza solo danni materiali ai mezzi.
Agli inizi del 2000, un autobus BredaMenarinibus Monocar 221LU consegnato da circa un anno prese completamente fuoco alle cinque e trenta del mattino appena arrivato a Venezia; la prontezza dell'autista nel far abbandonare il veicolo evitò qualsiasi danno ai passeggeri. Successivamente ne presero fuoco altri due al Lido di Venezia, per fortuna senza provocare feriti.
Sempre agli inizi del 2000, il ferry boat Pellestrina che garantiva il collegamento Alberoni - Santa Maria del Mare fu incendiato dolosamente da ignoti per motivi rimasti sconosciuti. Dopo l'iter di perizie, il ferry è stato ricostruito nelle parti danneggiate.
Il 5 marzo 2013 un autobus snodato entrato in servizio da qualche mese ha preso completamente fuoco mentre percorreva via Miranese, senza danni alle persone; si è scoperto che l'incidente è stato causato da una partita di pneumatici difettosi.
Il 17 agosto 2013 un vaporetto della linea 1 ha schiacciato una gondola contro un pontile privato di fronte al ponte di Rialto, causando la morte di un turista tedesco.
Il 18 ottobre 2014 un motoscafo in servizio sulla linea 4.1 nel canale della Giudecca, ha perso il controllo all'altezza della fermata Palanca e ha urtato violentemente contro una chiatta che stava impiantando pali di ormeggio di grosse dimensioni (10 metri di lunghezza). In seguito all'urto, uno dei pali ha trapassato la cabina del mezzo, provocando sette feriti.
Il 21 febbraio 2018 l'Irisbus Arway 12M matricola 777 ha preso fuoco a Sottomarina. Il mezzo era appena partito su una corsa mattutina dell'allora linea 80E, da Sottomarina in direzione Venezia. Nessun ferito o vittima.
Il 30 luglio 2019 il vano motore del CAM Autodromo BusOtto New SL.26 matricola 619 ha preso fuoco a Piazzale Roma. Nessun ferito o vittima.